# Карлово
Карлово — місто в Південній центральній Болгарії, розташоване в південній частині Старої Планини - Пловдивської області. Найближче місто до Карлово - місто Сопот в 5 км на захід, а до Пловдива - 52 км на південь.  Місто є третім за величиною в регіоні після Пловдива і Асеновграда і є адміністративним центром общини Карлово. 
	

## Географія
Карлово розташоване на 386 м над рівнем моря в північній частині Карловської рівнини, яка сформована на південний захід від Балканських гір, на північ від Сищинських Середніх гір і на північний схід від Сарненських гір.  Гірська область Козниця (до міста Клисура) відокремлює долину Стремсько від сусідніх  долин на західі, а на сході відділена від Крестеця (Стражата).  Це географічне положення відіграє важливу роль у кліматі міста та долині троянд, яка його оточує. 
Карлово знаходиться в 145 км на схід від столиці Софії і в 64 км на північ від обласного і другого за величиною міста країни - Пловдива. 

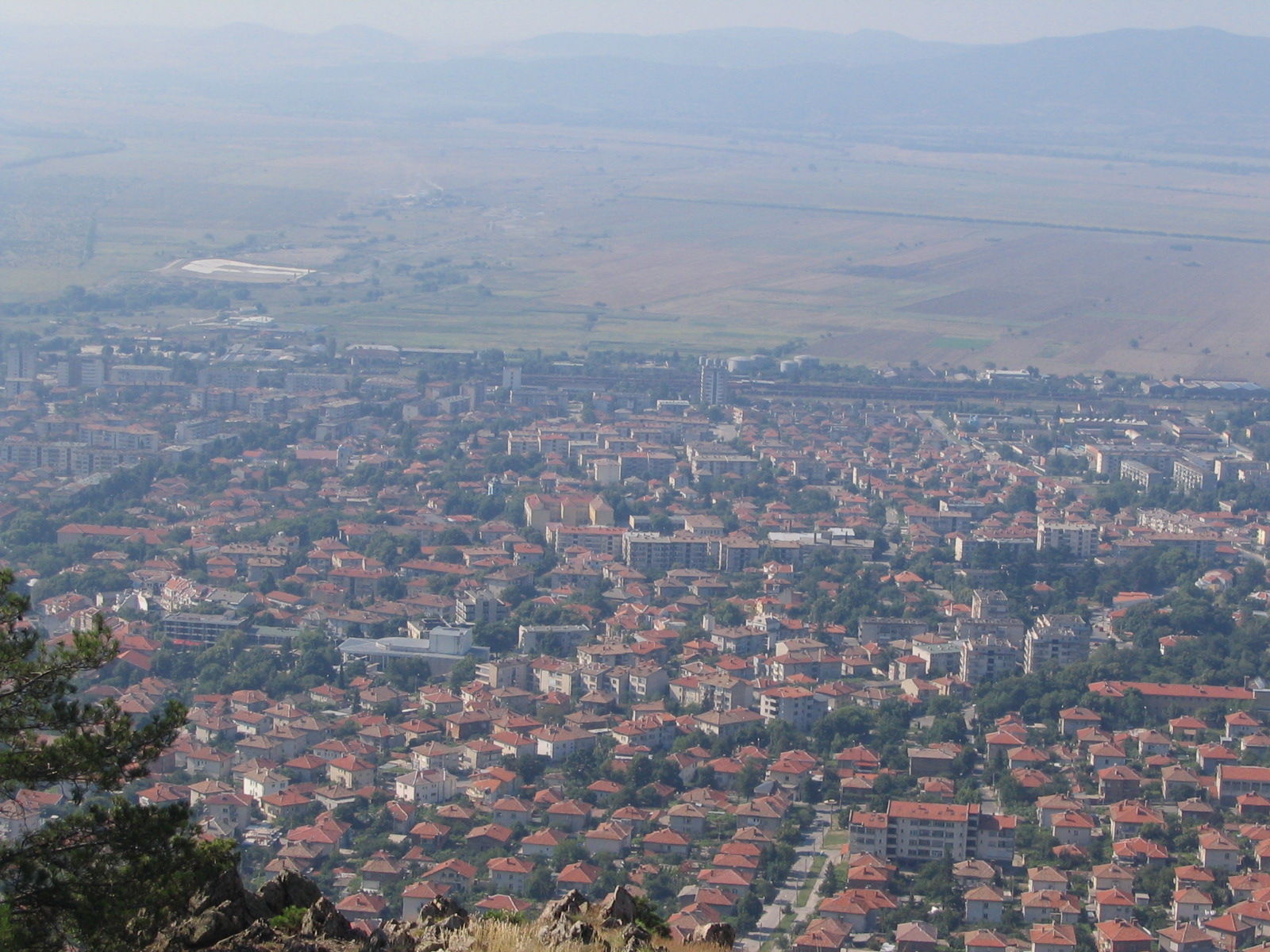
Місто Карлово, вид з Старих Планин

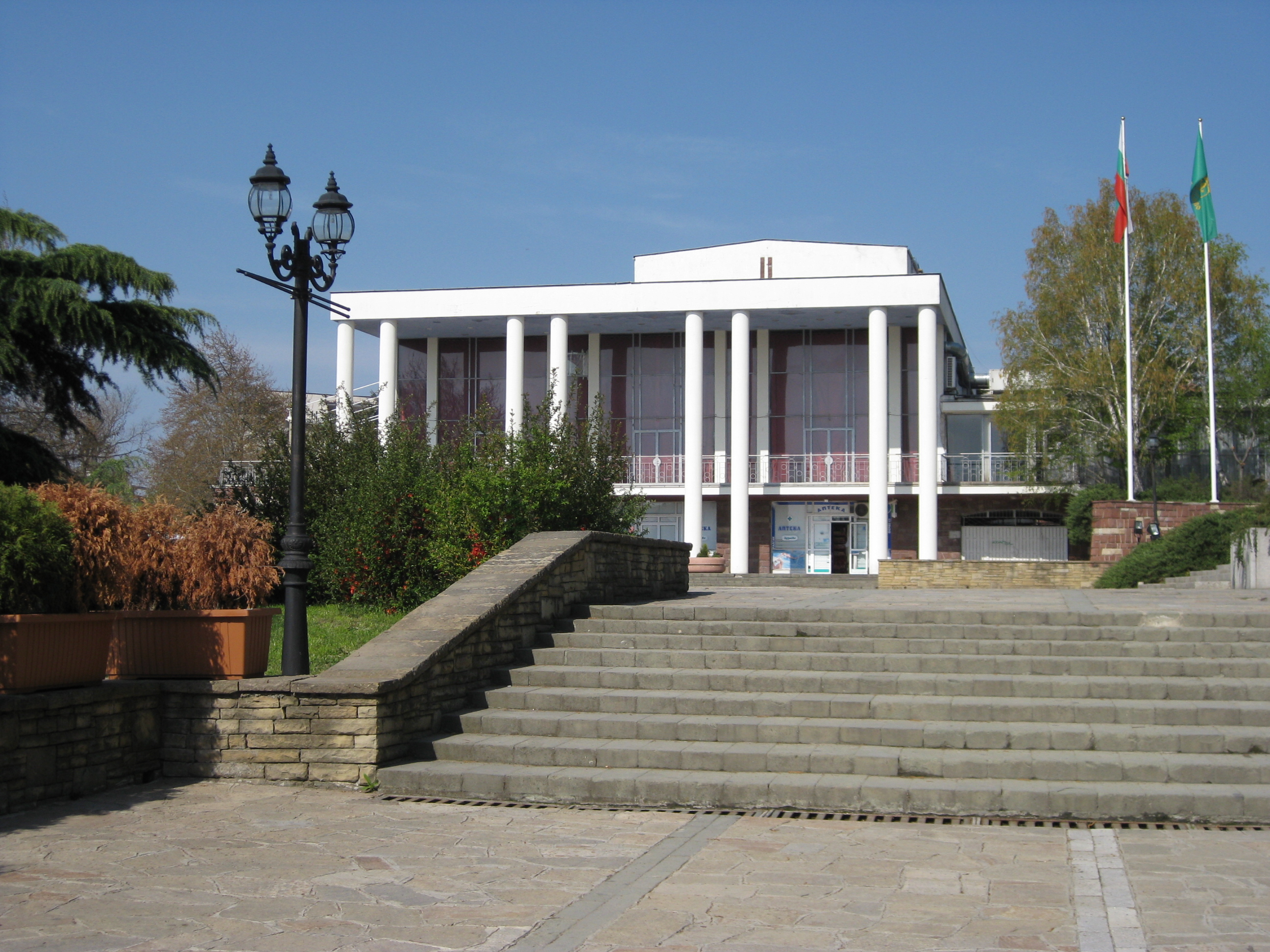
Будинок культури у центрі Карлово

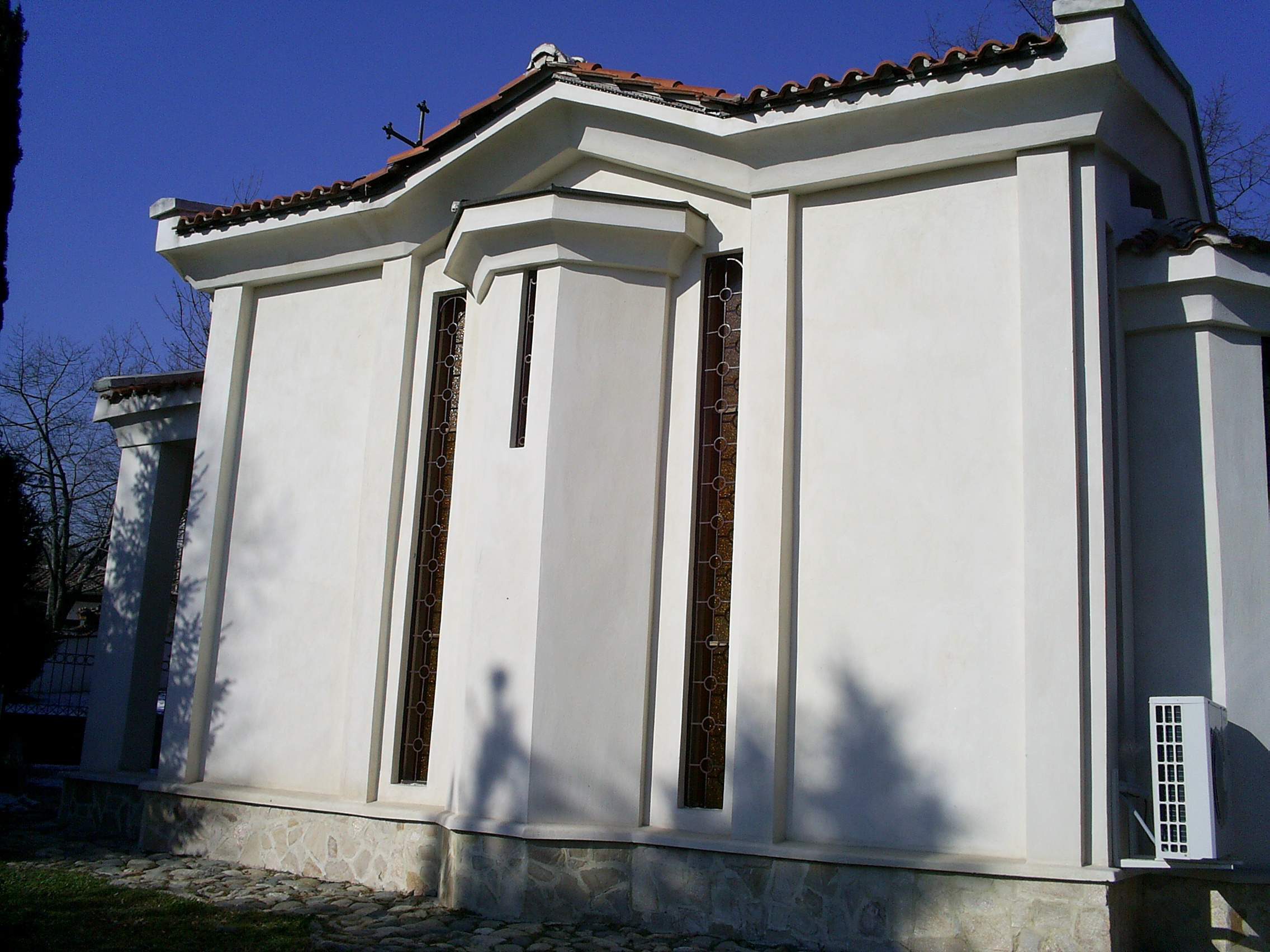
Храм "Всіх болгарських святих" в будинку музею Василя Левського

## Історія

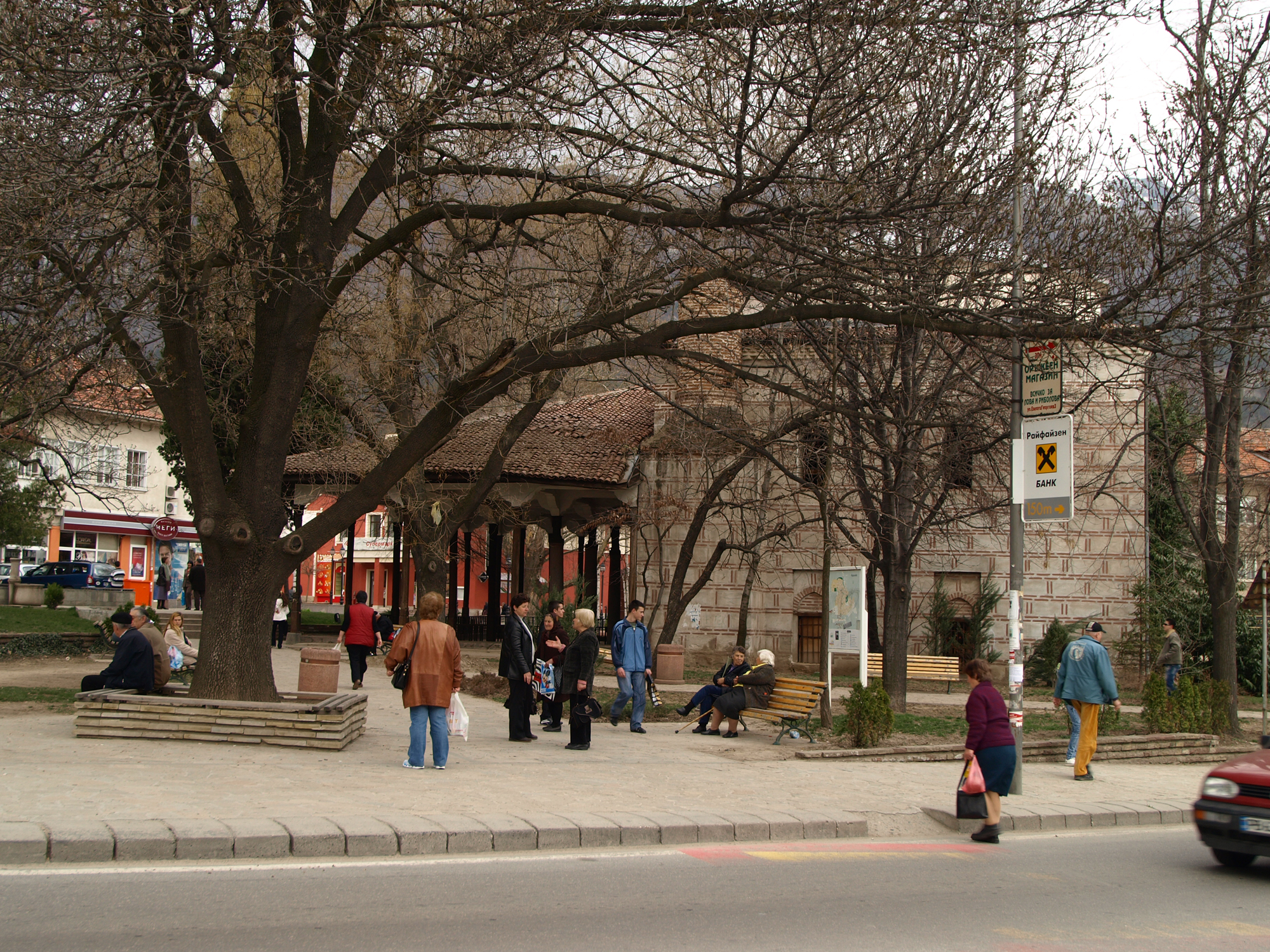
Куршум Джамія (мечеть), побудована на початку 15 століття, пам'ятник культури

Близько 1482 - 1485 рр  підбалканське село Сушиця надійшло султану Баязиду II за часів володіння (мульк)  Карли Заде Лала Али бея. У 1496 році Алі бей перетворив  це володіння у вакф. Згідно з установчим документом , землі Сушиці межують на півночі зі Старими Планинами, на сході з селом Арабли, на півдні з річкою Гьопса (Стряма) і на заході з селом Акча-Кілізе (Сопот).
У наступному столітті Сушиця швидко зростала: за османськими документами в 1516 році існує сім мусульманських і 42 християнських домогосподарства, а в 1596 році  вже 117 мусульманських і 162 християнських домогосподарств. Доходи від вакфи складають 5997 акче у 1516 році та 23 596 у 1596 році відповідно.  Таким чином, село переросло в місто, яке було названо на честь Карлизаде Алі бея  Карлово. 
Карлизаде Алі бей зводить найдавнішу збережену будівлю в Карлово — Куршум Джамію (1485), названу так ("Олов`яна мечеть") через її металевий дах.   Його будівля оголошена пам'ятником культури . 
У 17 столітті у Карлово працював відомий майстер-книголюбник Аврам єрей. Він завершив  у липні 1660 року Міней, та переписав у 1669 році Євангеліє, яке зберігається в Зографському монастирі. У травні 1674 року він закінчив Сбірник (Псалтир, місяцеслов, октоіх, календар і т.д.). 
Приблизно в 1807 році вчителем у місті був Атанас Владос, арумун з Велеса. За ним були Нікола Бітолецит і Нено Келешт. Навчальна робота в Карлово досягла свого піку, коли в 1828 році Рейно Попович став учителем у місті. Попович навчає в місті близько 25 років. 
У 1859 р  Пловдійський митрополит Паїсій рукопоклав Василя Левського на ієродиякона у церкві Успіння Пресвятої Богородиці. 
У 1869 р  Анастасія Райнова та Аніца Пулева заснували другу жіночу співдружність в Болгарії. 
З 1953 по 1962  рік  місто називається Левськиград.

## Економіка
В м. Карлово розташоване м'ясопереробне підприємство АТ «М`ясокомбінат Карлово», що входить до групи "Боні Холдінг" АТ. Продукцією виробника є відома Карловська луканка, Виробництво та реалізація Карловської луканки  іншими виробниками поза параметрами виданого сертифіката є незаконним і є порушенням ст. 43 Закону про знаки та географічні зазначення. 
У місті є виробники косметичних засобів та м'ясокомбінати.  Створена компанія "Болгарська троянда" АТ, що випускає різноманітні косметичні продукти.   
У районі Карлово вирощуються ефірні олійні культури (лаванда, олійна троянда). 

## Релігія

### Православна церква Святого Миколая

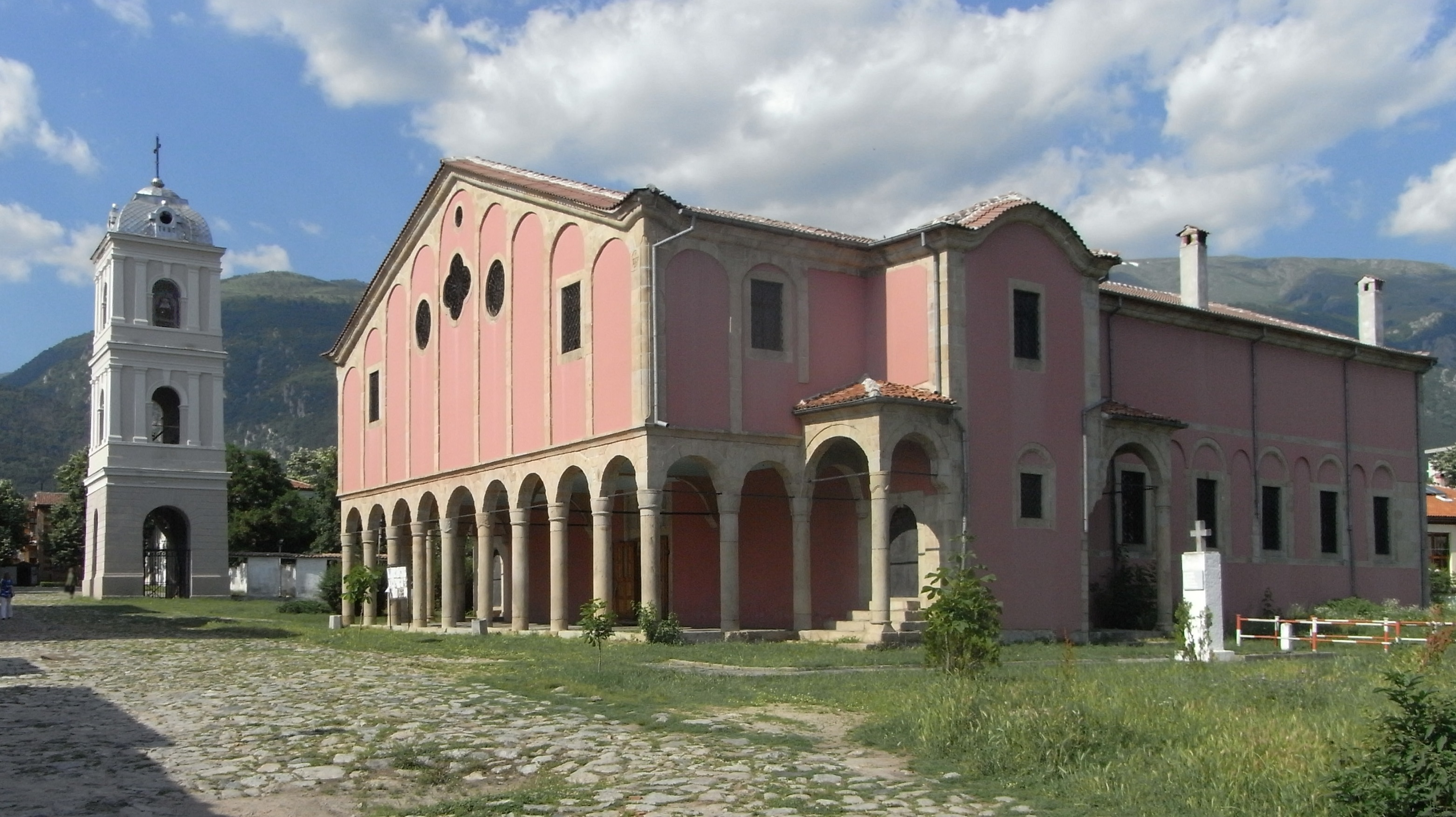
Православна церква Святого Миколая

Православна церква Святого Миколая була побудована в 1847 році. 

## Державні установи

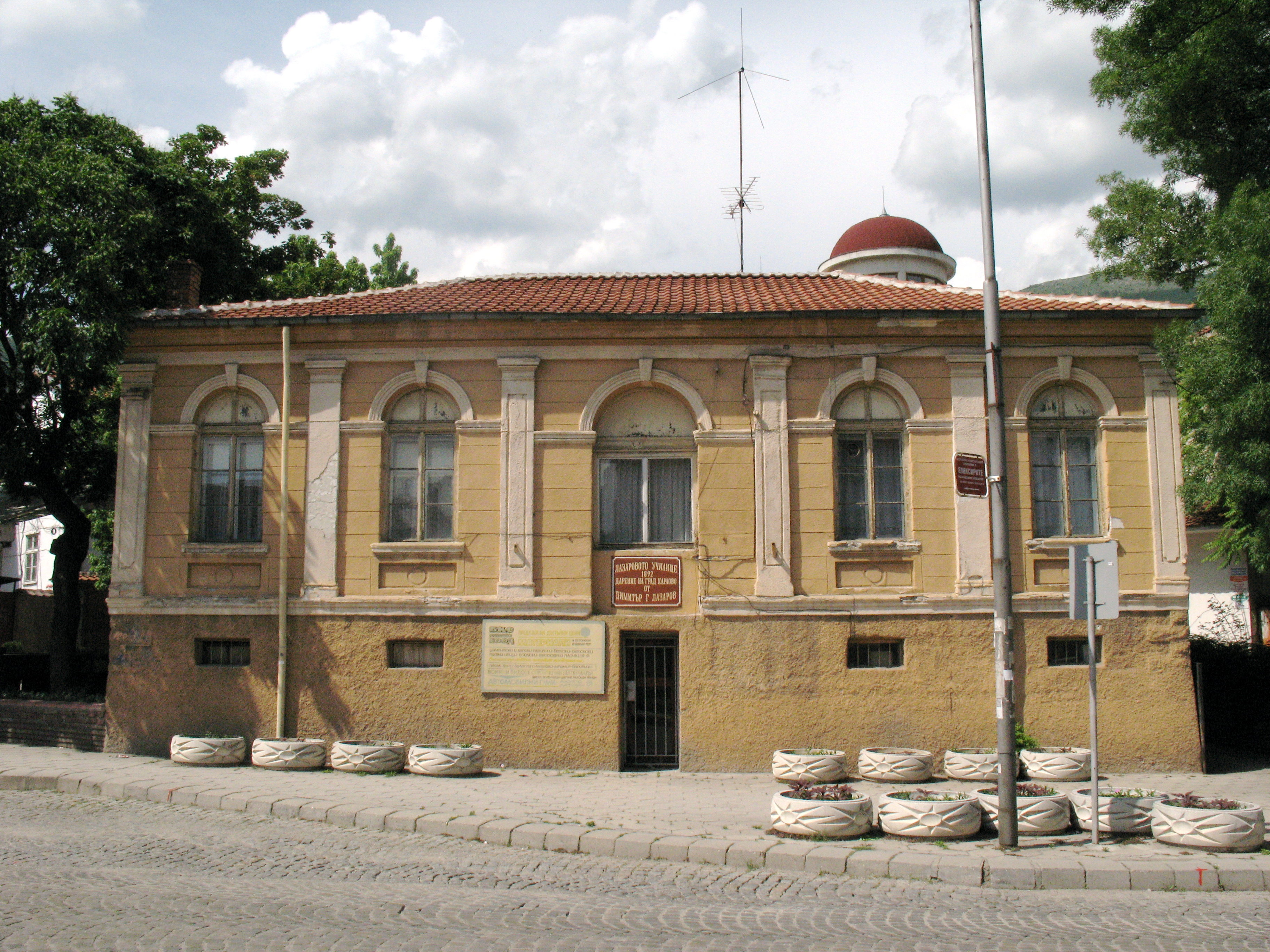
Школа Лазарова

Школи: 
- "Василь Левський" [Архівовано 13 лютого 2019 у Wayback Machine.]
- "Христо Проданов"
- Початкова школа "Св. Кирила і Мефодія"
- Початкова школа "Райно Попович"
- Професійна гімназія "Євлогій і Христо Георгієви"
- ПГ "Христо Смирненський" [Архівовано 2 березня 2019 у Wayback Machine.]

## Культура

### Муніципальна бібліотека
Фонд налічує близько 68 тисяч бібліотечних документів, бібліотека обслуговує близько 1500 читачів, чиї щорічні відвідування становлять близько 27 тисяч, а бібліотечні документи - близько 50000 на рік. 
- Товариство болгарських письменників - Карлово
- Художня галерея - Карлово

### Музеї

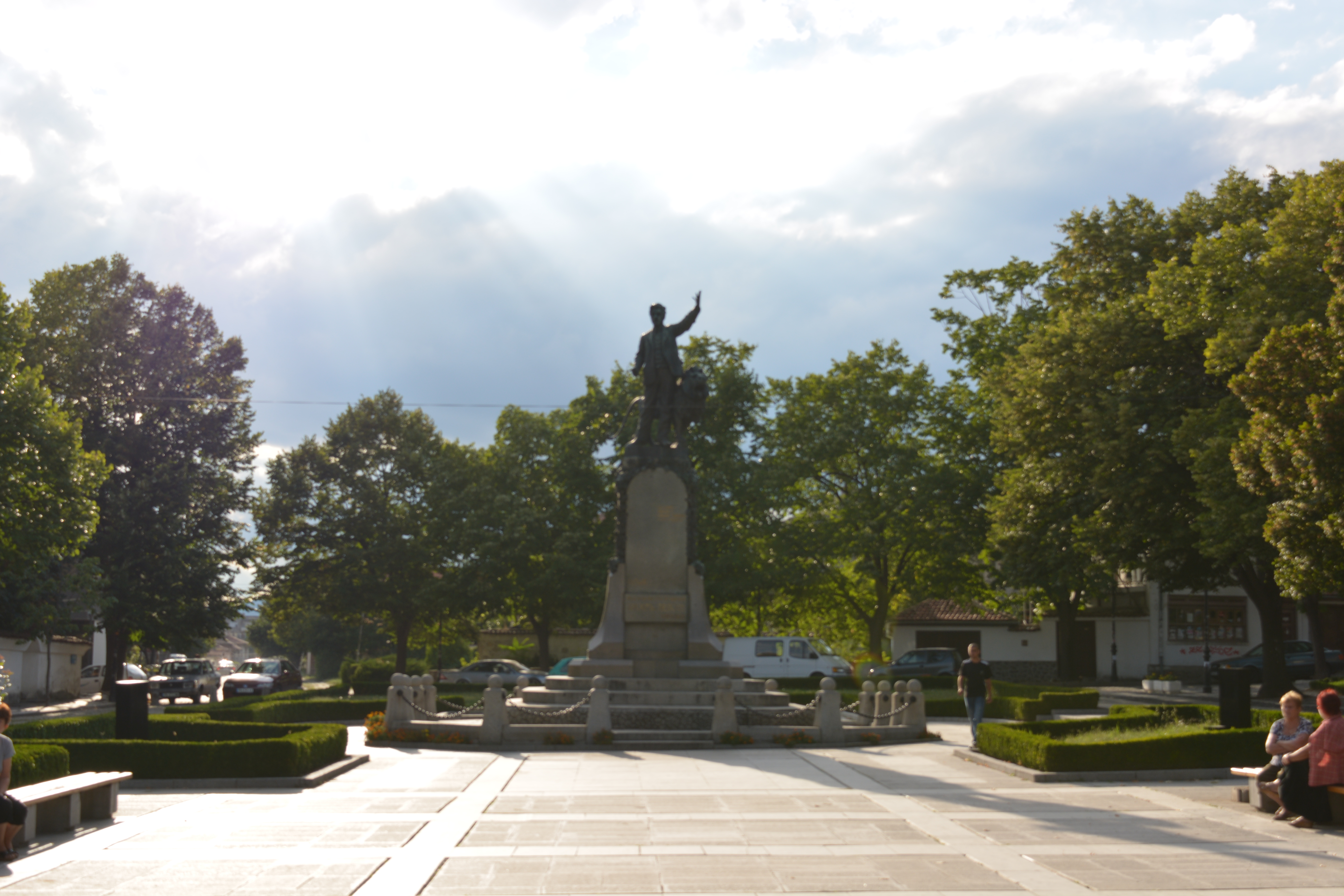
Пам'ятник Василю Левському

- Національний музей "Василь Левський" — будинок Апостола. Працює цілий рік. Це 44 місце з 100 національних туристичних об'єктів - Болгарського туристичного союзу. Літній час: з 08:30 до 13:00 та з 14:00 до 17:30; Зимовий робочий час: 08:00 - 13:00 та 14:00 - 17:00, є печатка  книги Болгарського туристичного союзу.
- Муніципальний історичний музей - Карлово. Музей відкритий цілий рік з робочим часом: з 08:00 до 12:00 і з 13:00 до 17:00. Є печатка  книги Болгарського туристичного союзу для 100 національних туристичних об'єктів.
- Музей  "Етнографічна експозиція  епохи відродження Мазаков Будинок" і "Даскаль Батьов".  Будинок Мазакова побудований  священиком Христо Попвасилевим в 19 столітті і сьогодні є музеєм у Старому місті на бульварі Євстаті Гешева 3, з робочим часом 08:00 - 12:00 і 13:00 - 17:00., історичний пам'ятник культури, побудований близько 1848 року. Є постійно діюча етнографічна експозиція з оригінальними тканинами, народними костюмами з Карлово,  та іншим. Відтворюється типовий міський спосіб життя, характерний для багатих сімей Карлово. Будинок даскаля (педагога) Ботева по вулиці Даскаль Ботьо Петкова 11 можна відвідати за запитом в Історичному музеї.
- Центр ремесел і культурних традицій.  Будівля  була побудована в середині 19 століття і є однією з найцікавіших і красивих будівель міста.  Революційний комітет, заснований Василем Левським, колись збирався тут у готелі.  Сьогодні відвідувачі можуть доторкнутися до минулого майстрів, місцевих лісорубів, різбарів, граверів, мідних майстрів, бондарів, іконописців.
- Архітектурно-історичний заповідник "Старе місто". Незважаючи на появу сучасного будівництва, у старій частині міста збереглися близько 115 будинків, оголошених пам'ятками культури.  Невелика їх кількість відкрита для відвідування і  відвідувачі можуть насолодитися прекрасними фасадами будинків, дерев'яними воротами і віконницями, настінними розписами на стінах, гарними дворами.

## Регулярні події
- 16 січня - Святкування засідання Першої міської ради Карлово
- 19 лютого - Пам'ять Василя Левського
- 25 лютого - Ігри Кукерів
- 18-28 лютого - Марафон читання
- Травень - Ярмарок ремесел "Стародавне Карлово"
- 27 травня - свято троянд
- 28 травня - Свято Каракачана
- 17 - 18 липня - Святкування народження Василя Левського, міські свята
- 3 жовтня - День Євлоги та Христо Георгієвих

## Визначні пам'ятки
Природа

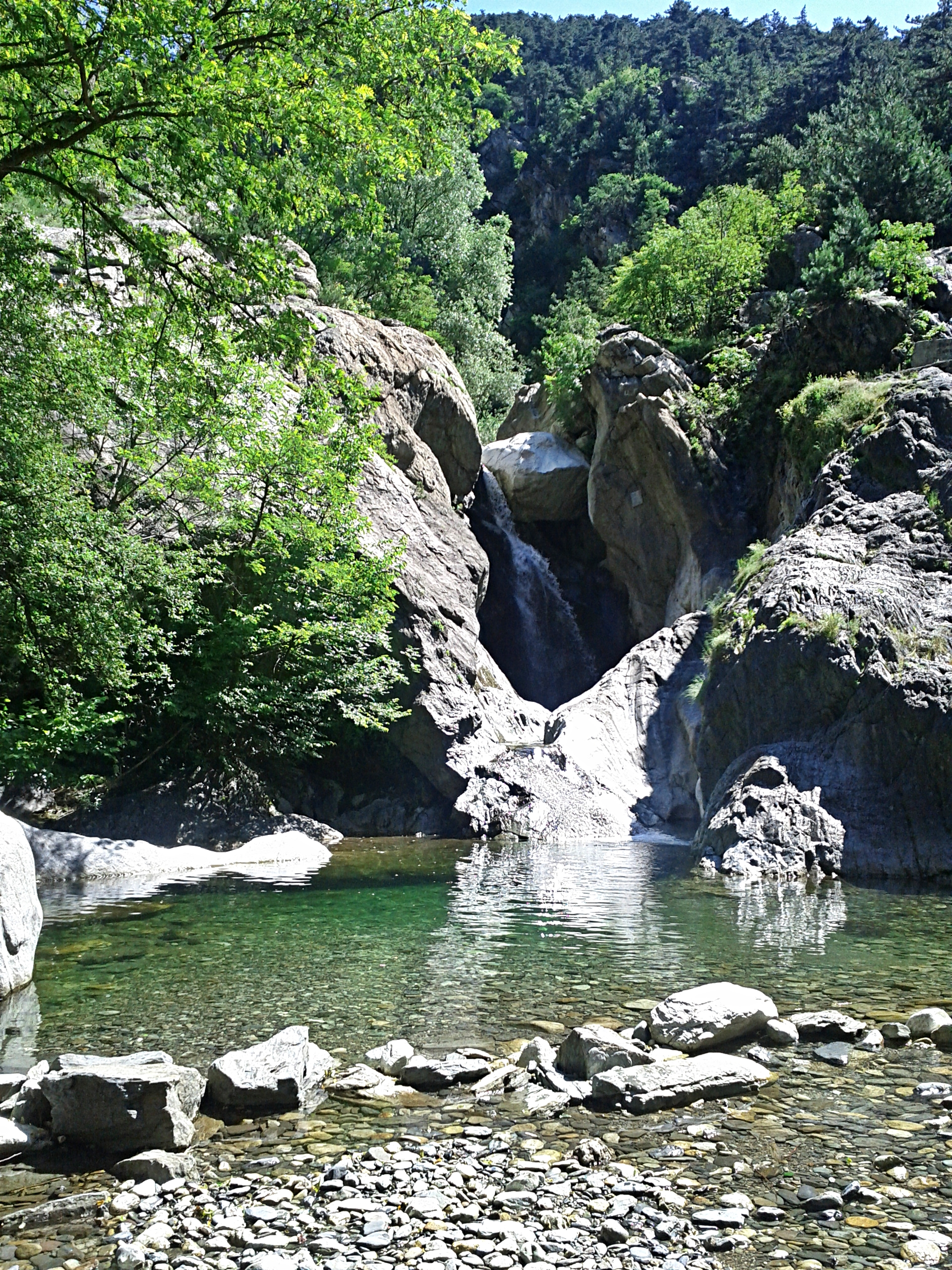
Водоспад Сучурум, Карлово

- Водоспад Сучурум - частина заповідника, що знаходиться над Карлово.  Також  там є будинок культури, хрест та мисливський парк.
- Національний парк "Центральний Балкан"

Театр
Музеї
- Національний музей "Василь Левський" — будинок Апостола. Працює цілий рік. Це 44 місце з 100 національних туристичних об'єктів - Болгарського туристичного союзу . Літній час: з 08:30 до 13:00 та з 14:00 до 17:30; Зимовий робочий час: 08:00 - 13:00 та 14:00 - 17:00, є печатка для книги Болгарського туристичного союзу.
- Пам'ятник Василю Левському - на площі між двома церквами, є вираженням глибокої поваги та подяки великому Апостолу свободи його співгромадянами. Укладання кам'яного фундаменту пам'ятника відбулося 15 травня 1903 року  у присутності князя Фердинанда I. Побудували за проектом Маріна Васілева. Скульптор зобразив Апостола вободи в повний зріст з револьвером у руці і з  левом поруч з ним. На постаменті пам'ятника є імена людей, які загинули під час страшних липневих і серпневих днів 1877 року.
- Карлово кале - фортеця невеликого розміру і належить до так званих кастел. Займає площу близько 500 м².  Планування фортеці, місце розташування, техніка будівництва та знайдені знахідки відносяться до  пізньої античності IV-VI ст.

## Спорт

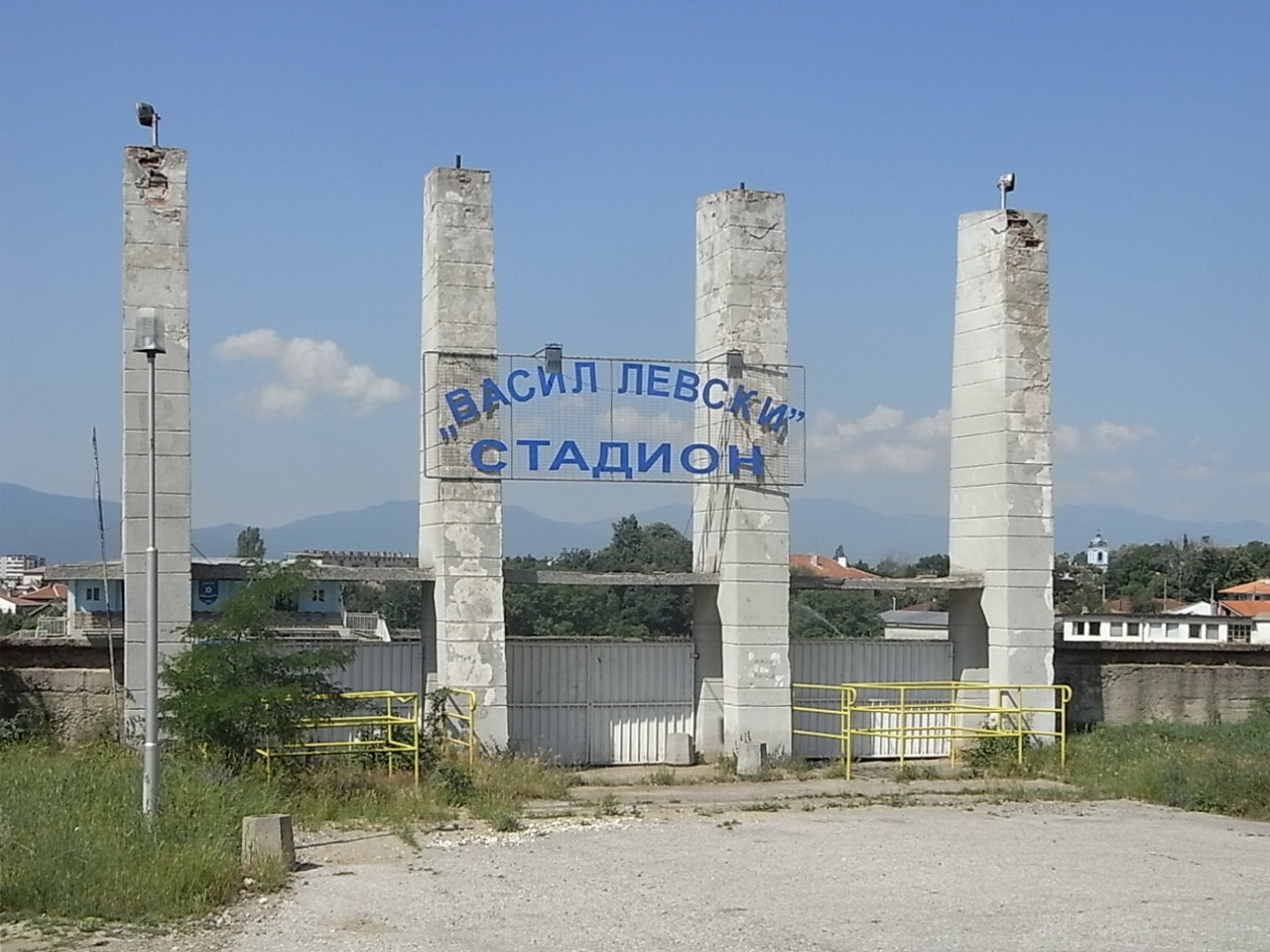
Стадіон Карлово

- ФК "Левський"
- СК бойових видів спорту
- СК "Діамант"

## Особи

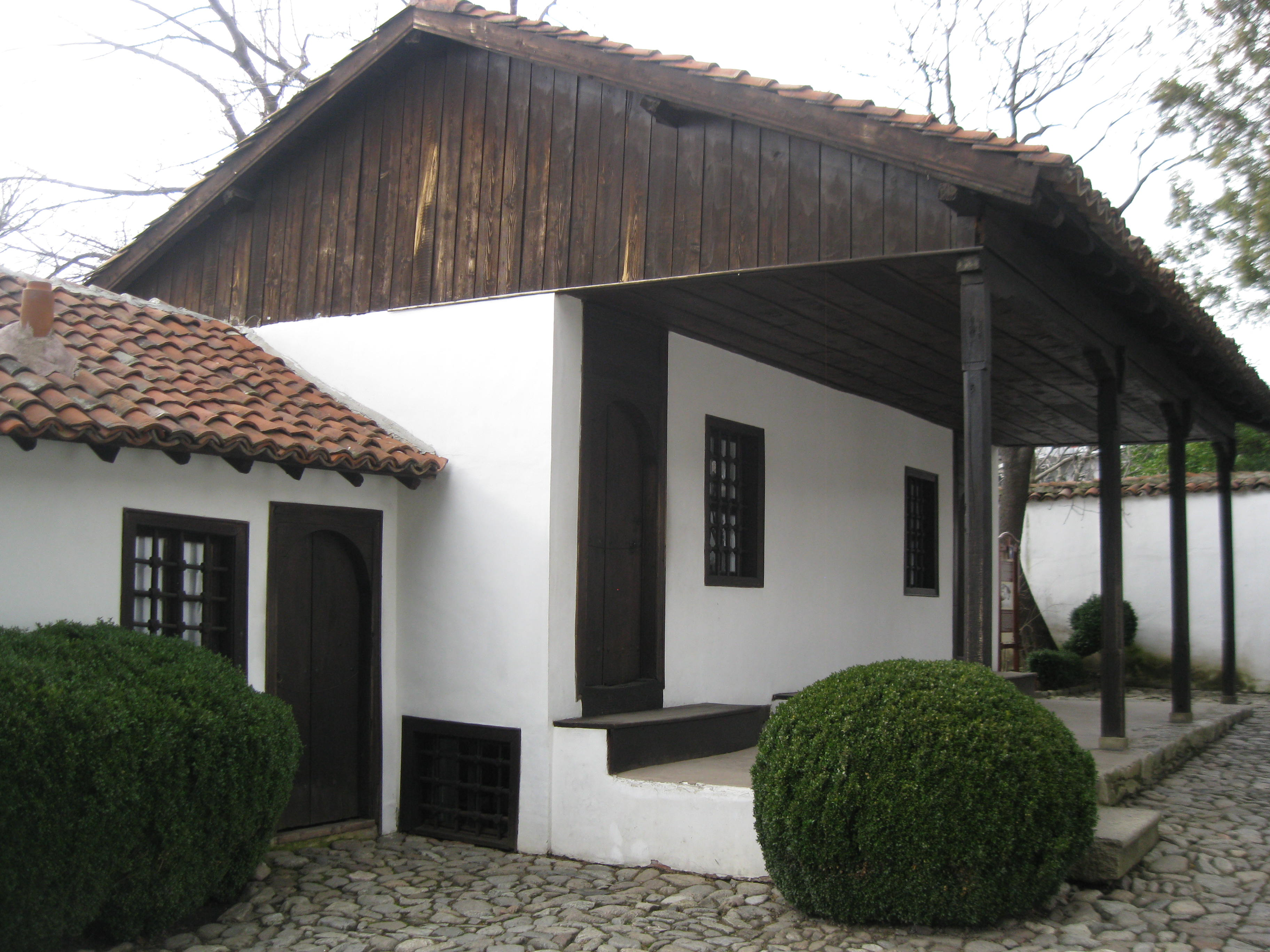
Будинок-музей "Василь Левський"

- Аврам Дмитрович (XVII ст.), священик, перший вчитель,  письменник і автор пісень
- Анка Ламбрева (1895 - 1976), мандрівниця
- Ганна Лалева Заімова (Атанасова) (1894 - 1983), дружина генерала.  Володимира Заімова
- Ботьо Петков (1815 - 1869), вчитель епохи відродження та батько Христо Ботева
- Брайко Генов (1814 - 1865), вчитель, священик, етнограф
- Василь Кірков (1870 - 1931), драматург, один із засновників Болгарського національного театру
- Василь Левський (1837 - 1873), революційний і національний герой
- Іван Ночев (1916-1991) брав участь у винаході двигуна модуля   "Орел"  "Аполлона-11"
- Олена Снежина (1882 - 1944), перша болгарська драматична актриса
- Іван Богоров (1818 - 1892), болгарський просвітитель, публіцист, журналіст і енциклопедист, чемпіон чистоти болгарської мови.
- Іван Лазаров (1890 - 1952), скульптор
- Іван Попов (1865 - 1966), засновник болгарського театру та його історіограф
- Лазар Лазаров (1864 -?), болгарський офіцер, генерал-лейтенант
- Лазар Ненков Лазаров (1941 - 2006), художник
- Марія Симова (1920 - 1977),  художниця і драматург
- Михайло Ганчев (1872 - 1931), болгарський військовий і революційний діяч
- Микола Стоянов (1948), болгарський письменник і перекладач
- Паїсій Каравелов (1891 - 1944), болгарський священик і громадський діяч
- Петко Абаджиєв (1913 р.н.), художник
- Петро Александров (1962 р.н.), футболіст, національний, бронзовий призер чемпіонату світу з футболу 1994 року в США
- Петро Тантилов (1861 - 1937), військовий офіцер, генерал-лейтенант
- Петро Юруков (1882 - 1905), революційний діяч
- Хаджі Тодор Сахатчиєв (?-1877), просвітитель, торговець
- Райна Кассабова (1897 - 1969) бере участь у першому бойовому польоті в світі
- Райно Попович (1773 - 1858), вчитель і вчений
- Рангель Геровський (1959 - 2004), болгарський борець, олімпійський призер
- Стойчо Керев (1965 р.н.), журналіст, продюсер та медіа експерт, автор, викладач та комунікатор методів поведінки та аналізу
- Христо Георгієв (1824 - 1872), підприємець
- Христо Мутафчиєв (1969 р.н.), актор
- Христо Проданов (1943 - 1984), альпініст, піднявся на Еверест
- Василь Банов, 26 липня 1946, актор
- Іван Банґеєв (1876—?) — болгарський військовий.
- Лазар Лазаров (1864—?) — болгарський військовий.

## Інше
У Карлово знаходиться 61-я Стрямська механізована бригада болгарської армії. 
Близько 10 км на південь від міста Карлово знаходиться місто Баня, де цілий рік працюють гарячі басейни і спа-готелі. 
Кухня
- Виноградна ракія Карлова
- Карловський мускат
- Карловська анісовка - коньяк з анісом, в основному п'ють в Карлово і Асеновграді
- Карловська луканка

## ЗМІ

### Радіо
У Карлово приймаються наступні радіостанції, що транслюються передавальною станцією поблизу Войнягово: 
- 99.4 Горизонт
- 102,9 Дарік радіо
- 107.8 Радіо Фреш

А з піку Ботева: 
- 92.2 Христо Ботев
- 100.9 Горизонт

## Галерея

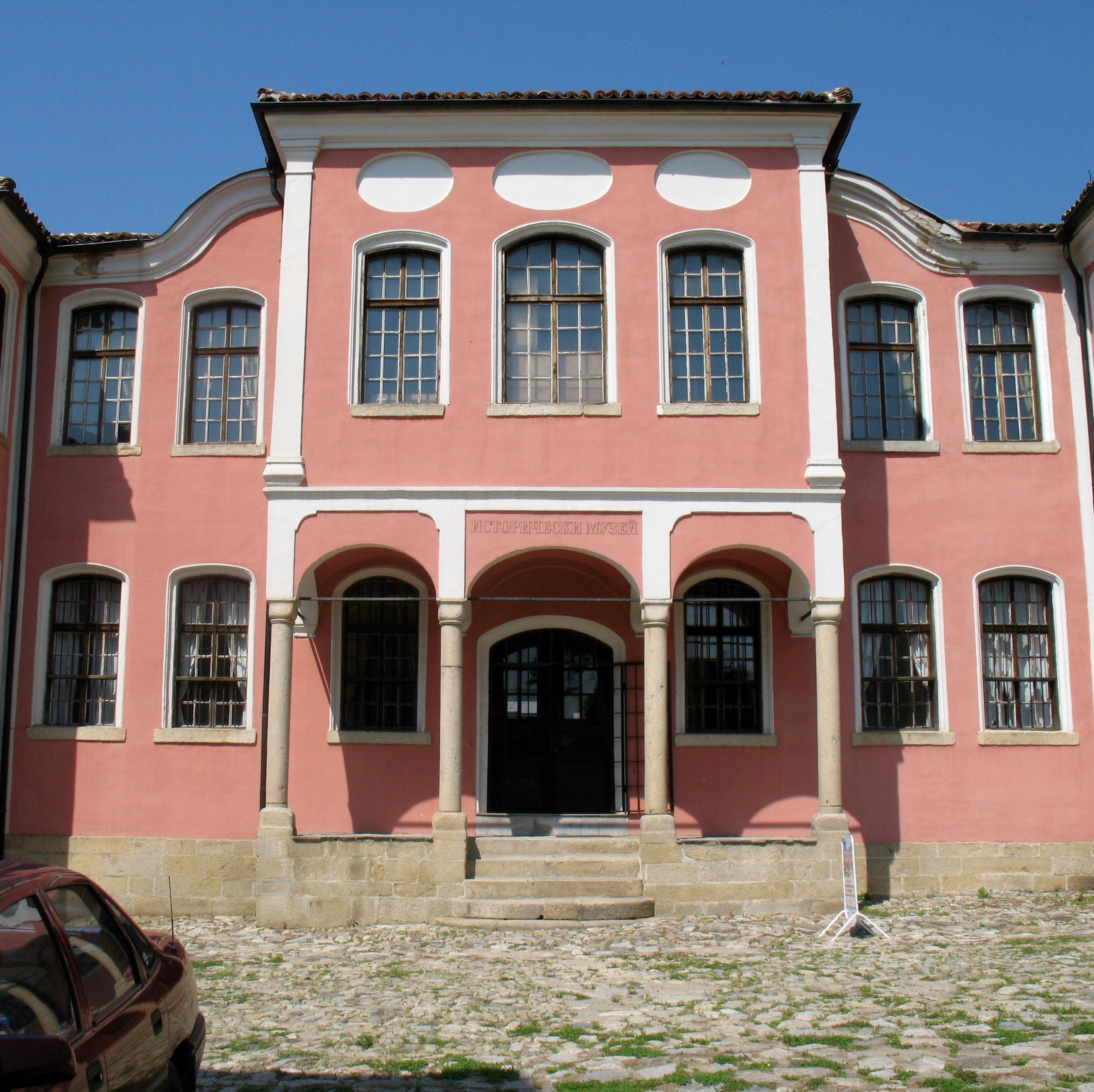
Історичний музей Карлово
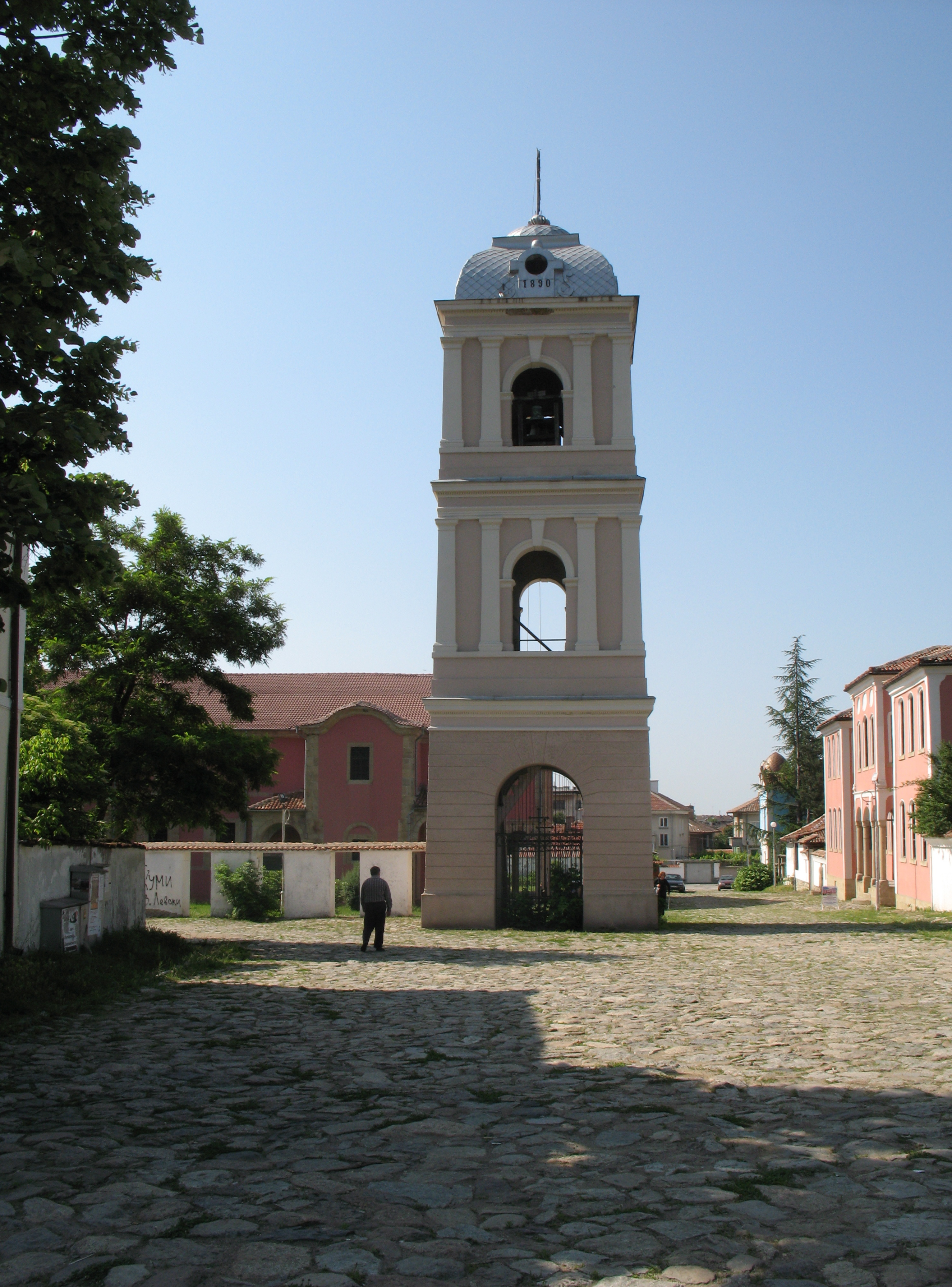
Дзвіниця церкви "Св. Микола", 1890
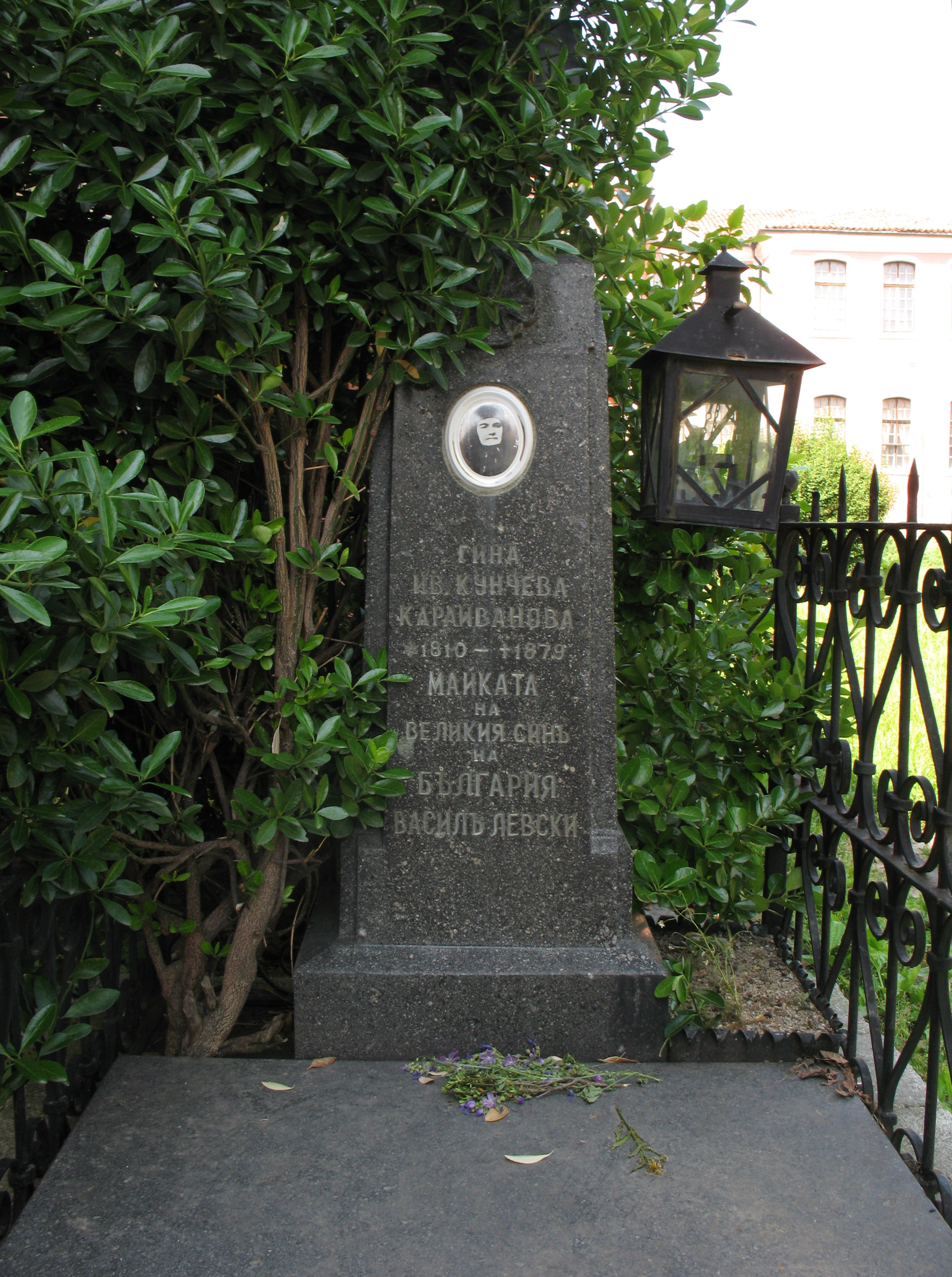
Могила Джини Кунчевої
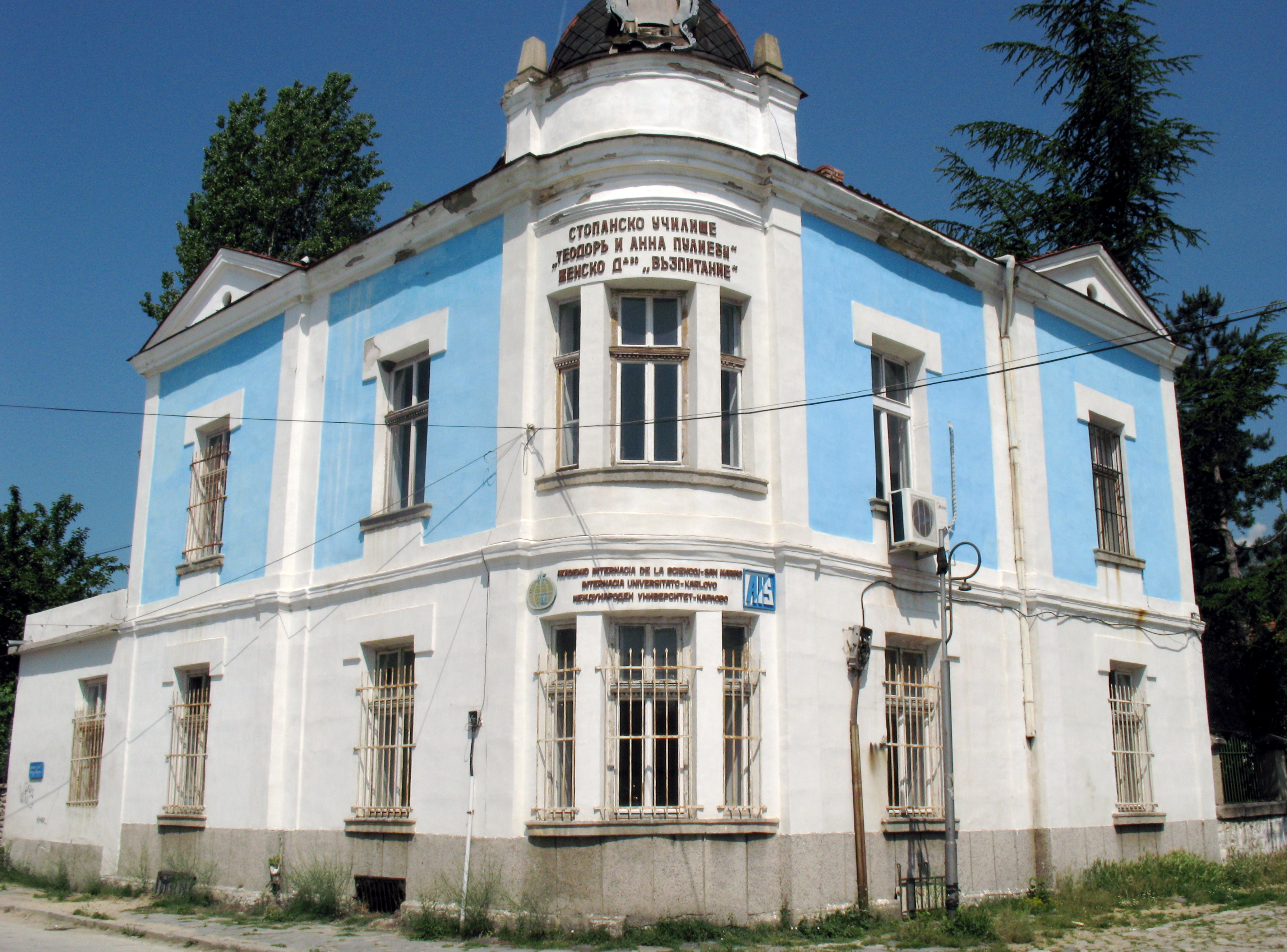
Економічна школа "Теодор і Анна Пулієви", Карлово
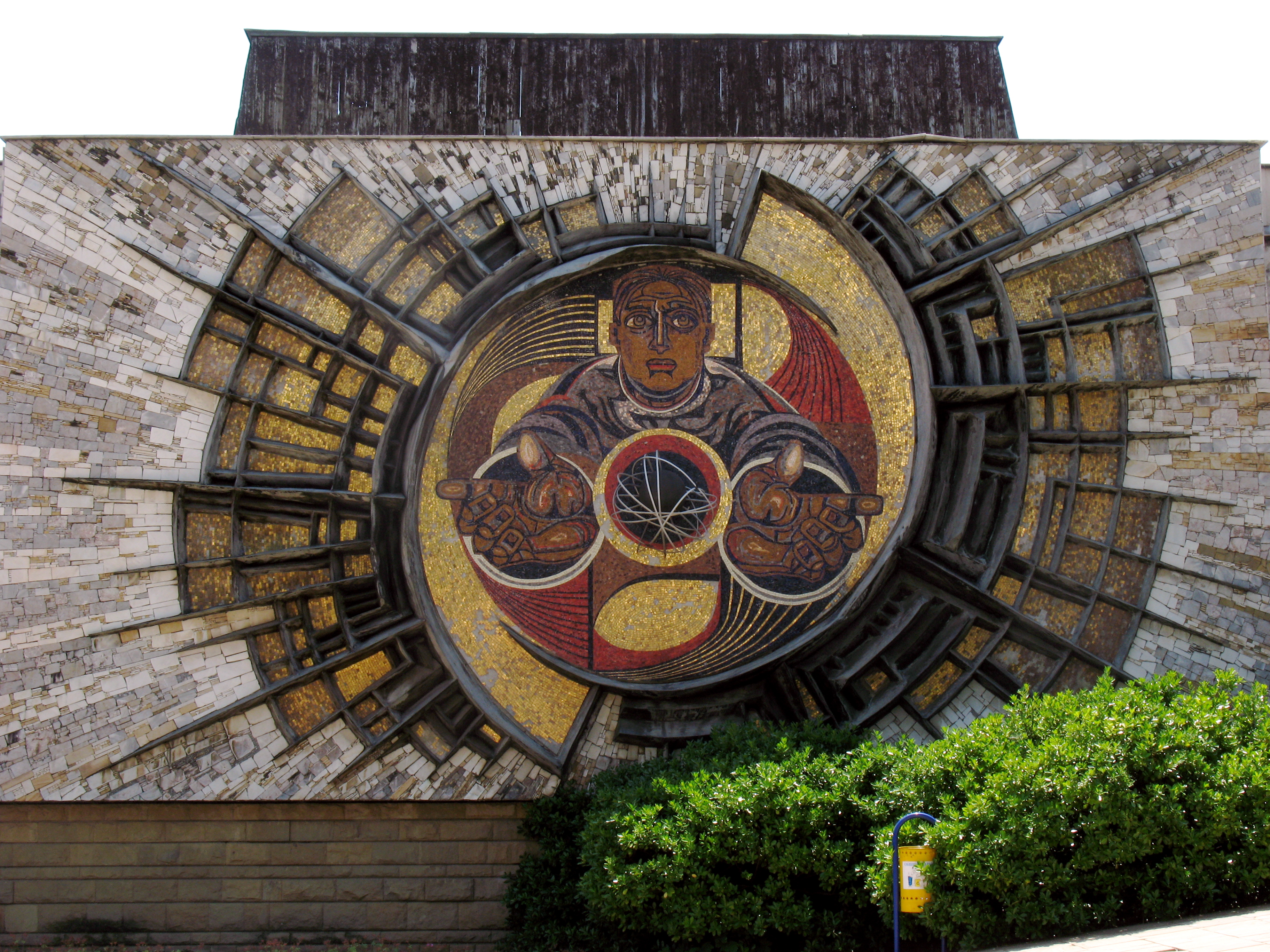
Фреска,  Карлово
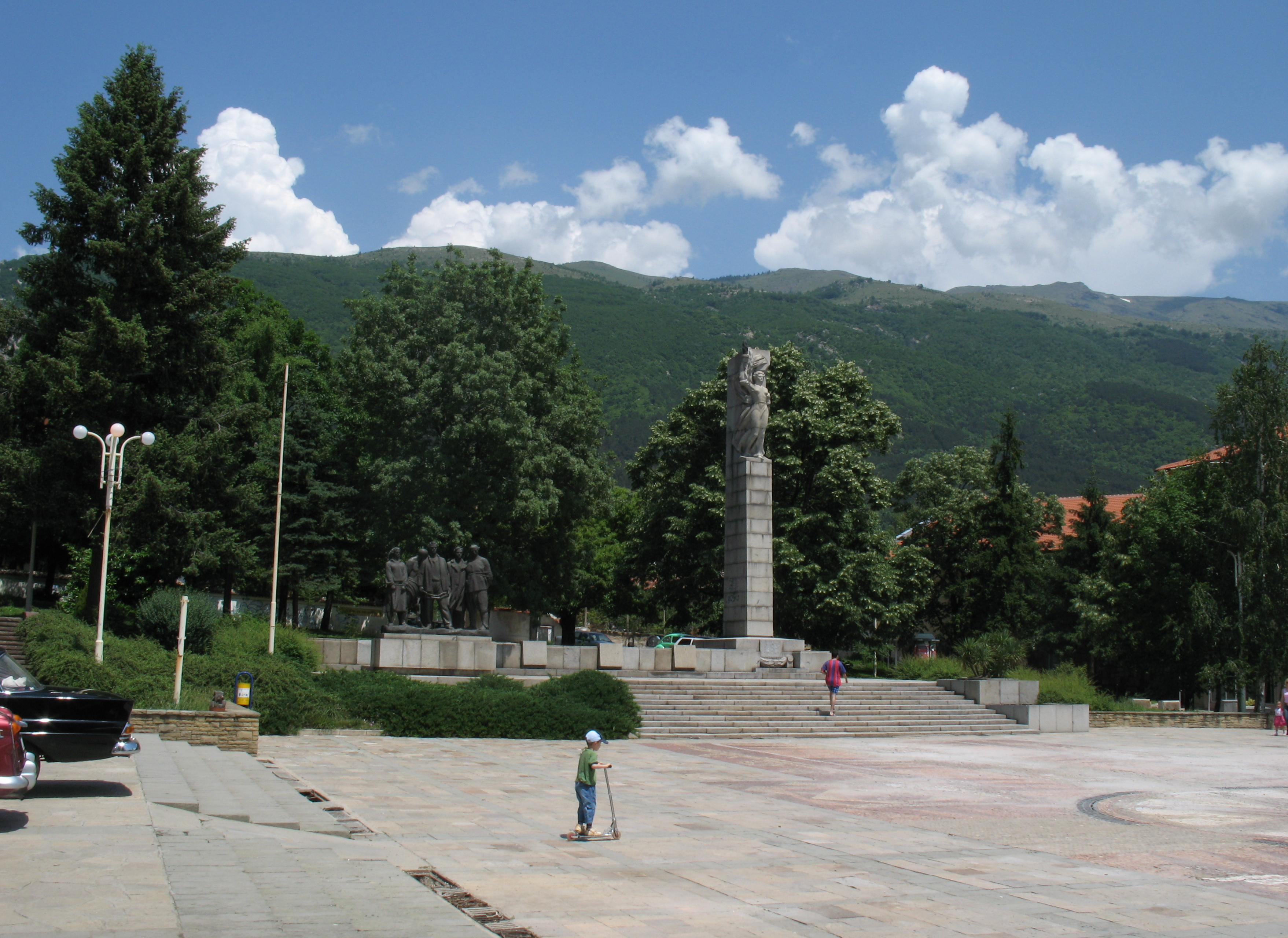
Площа 20 липня, Карлово
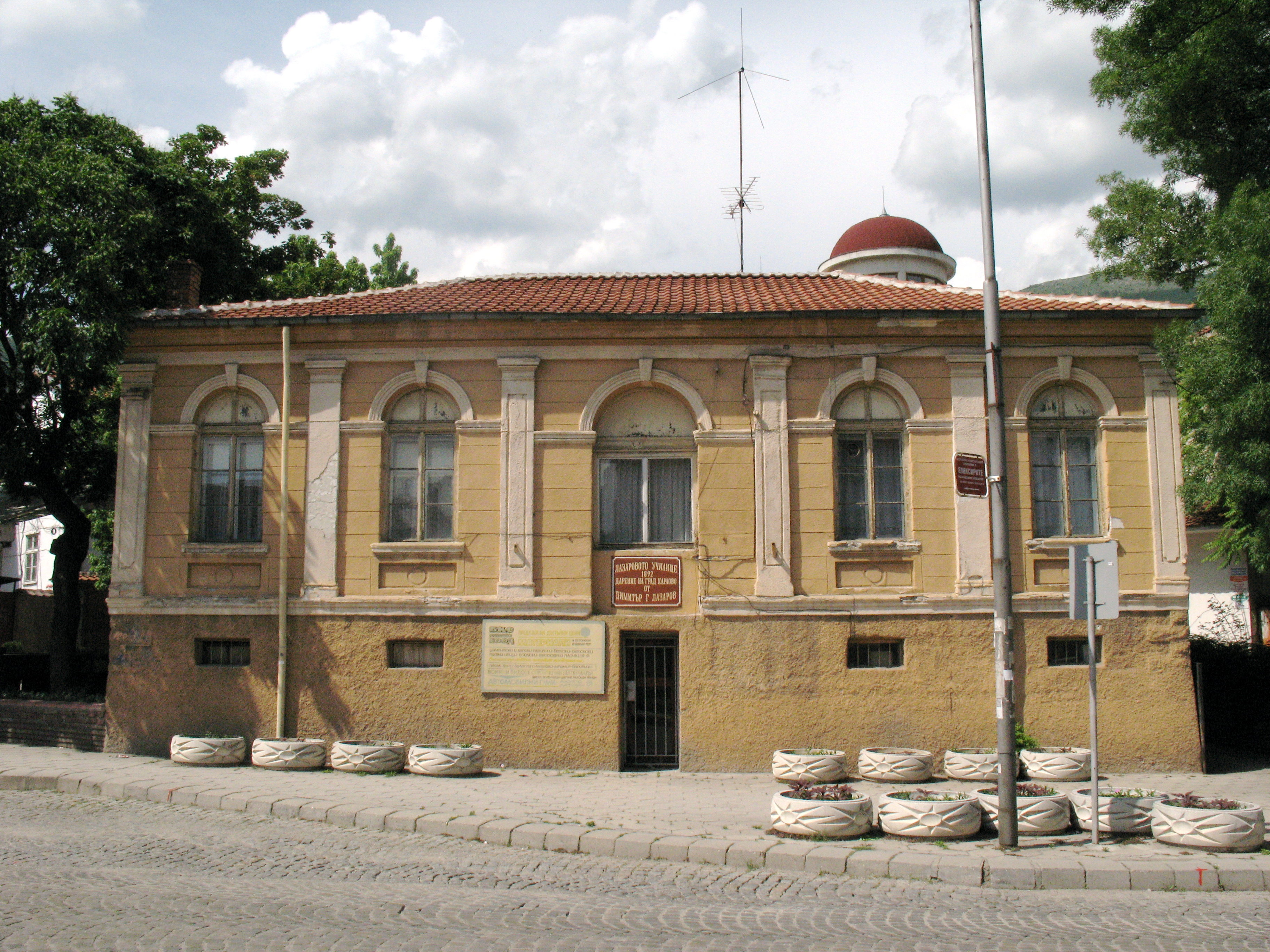
Школа Лазара (1892)
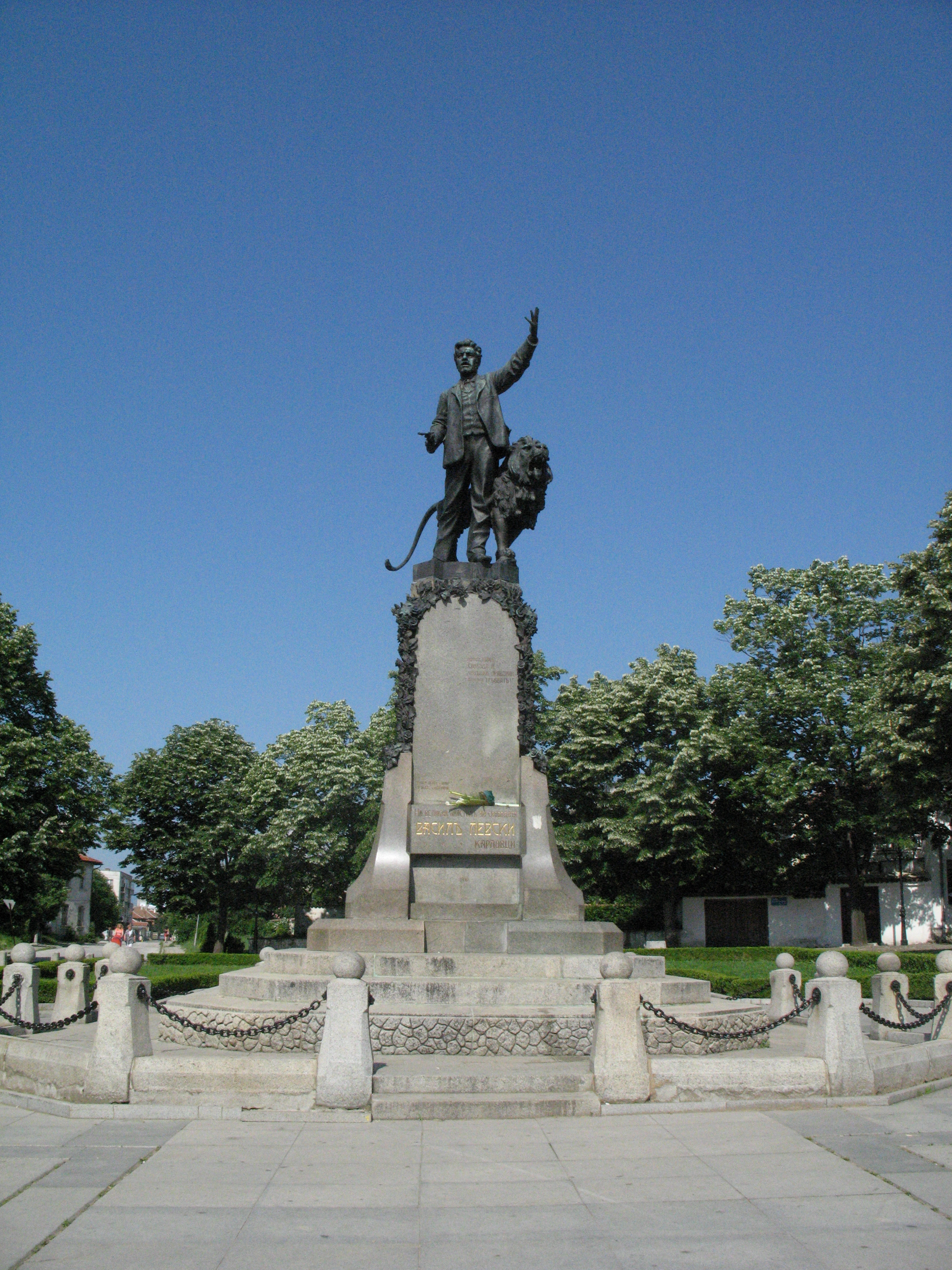
Пам'ятник Василю Левському, Карлово
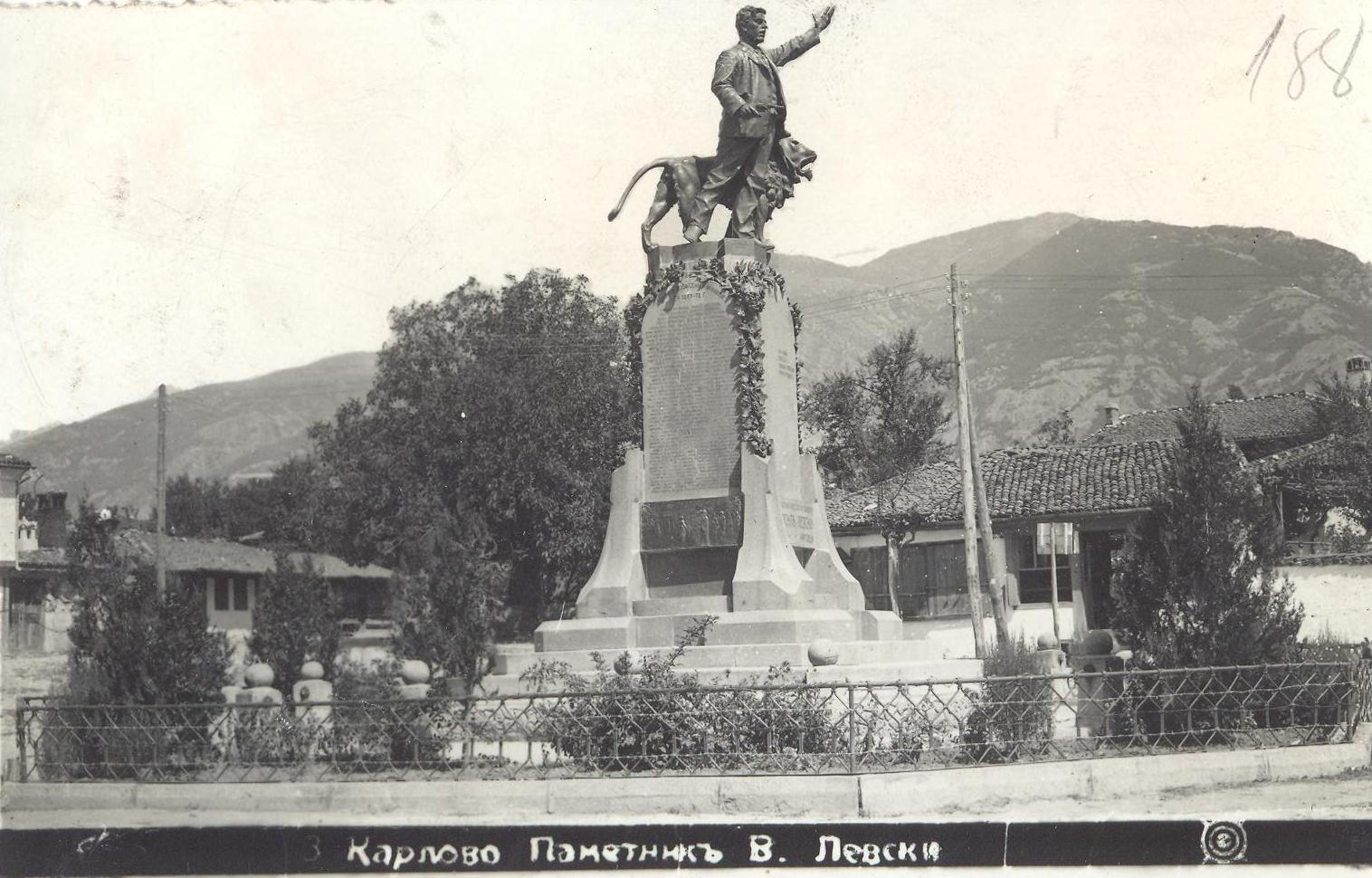
Пам'ятник Василю Левському, Карлово, фото до 1949 року
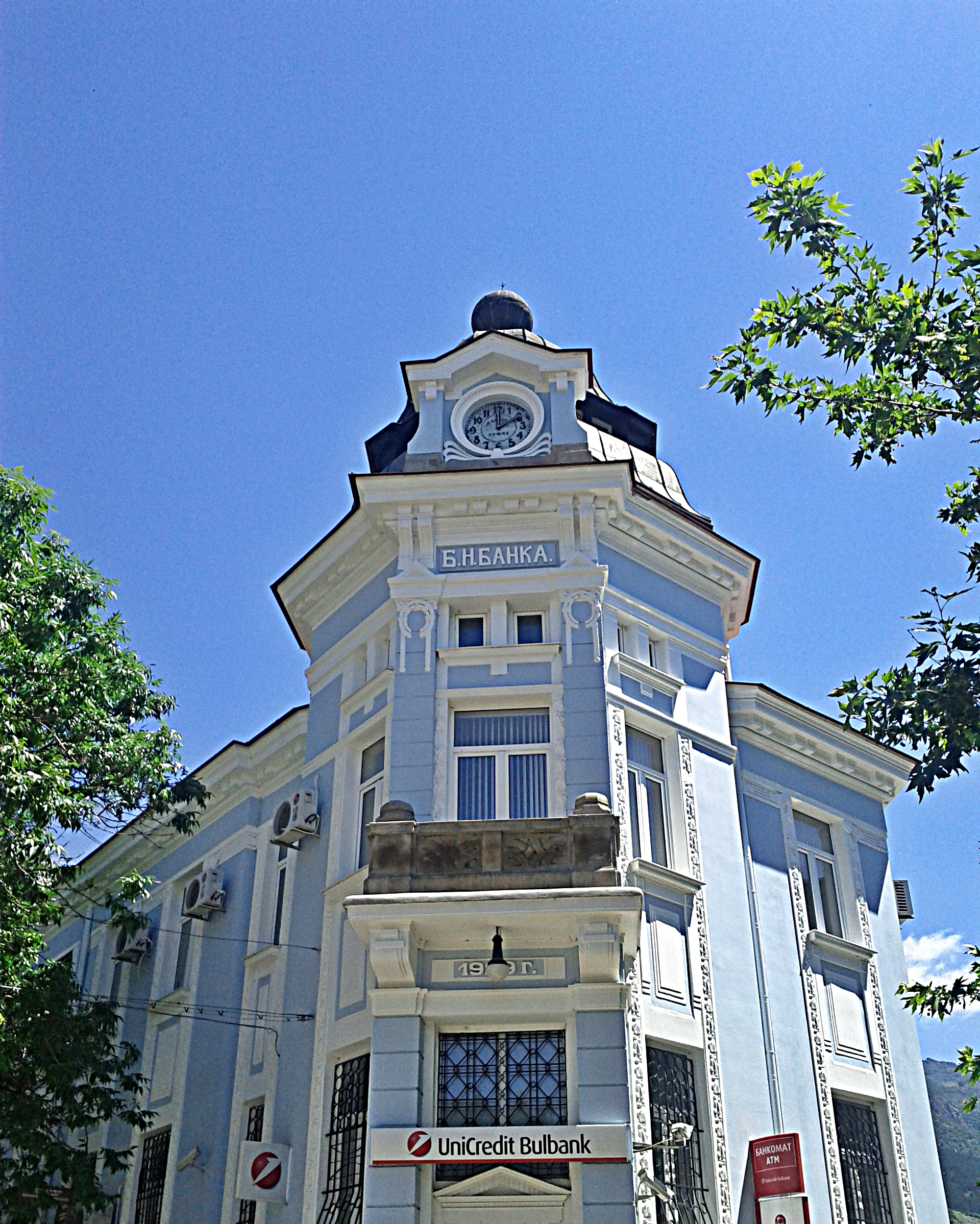
Національний банк Болгарії в центрі Карлово
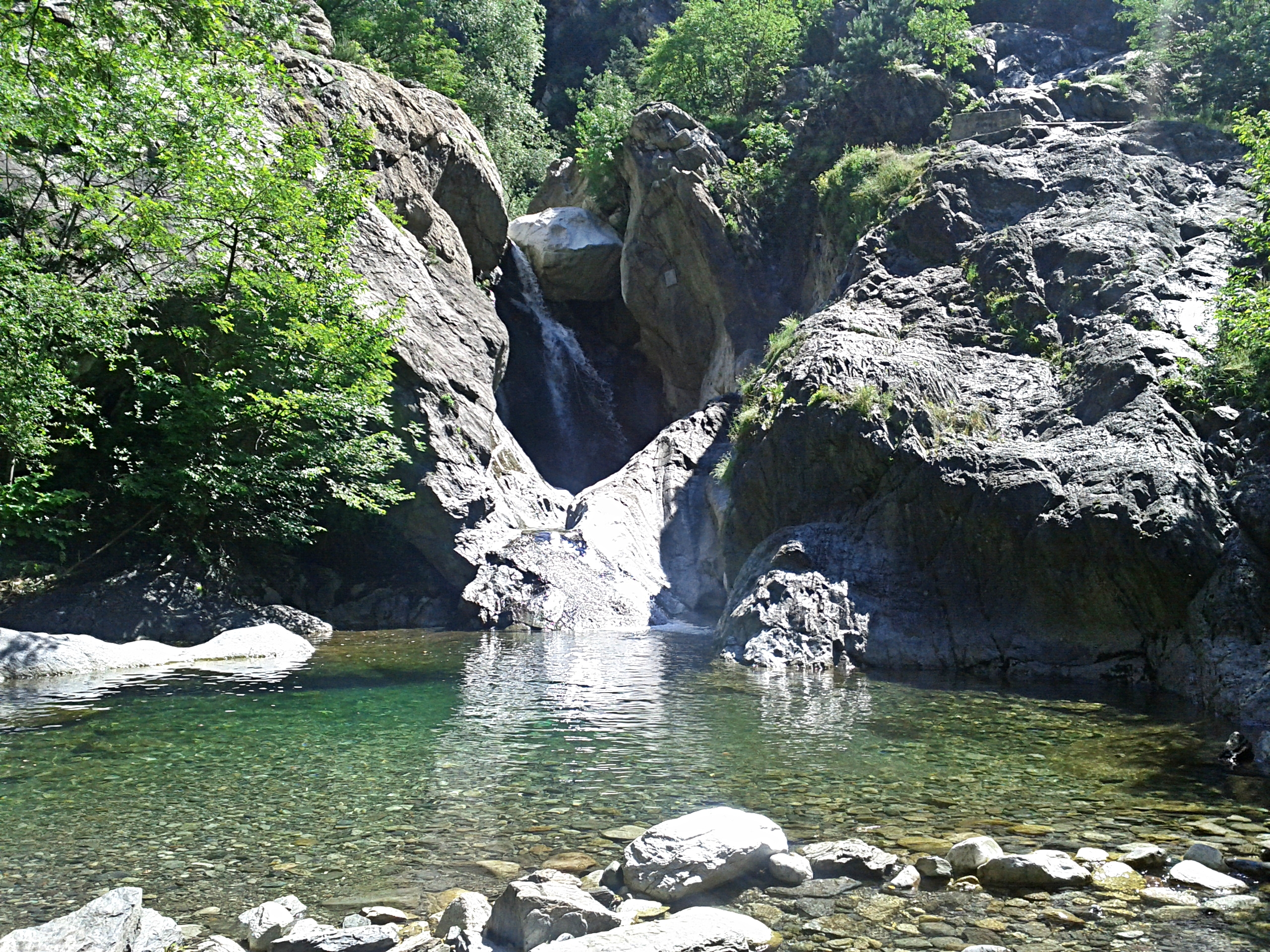
Водоспад
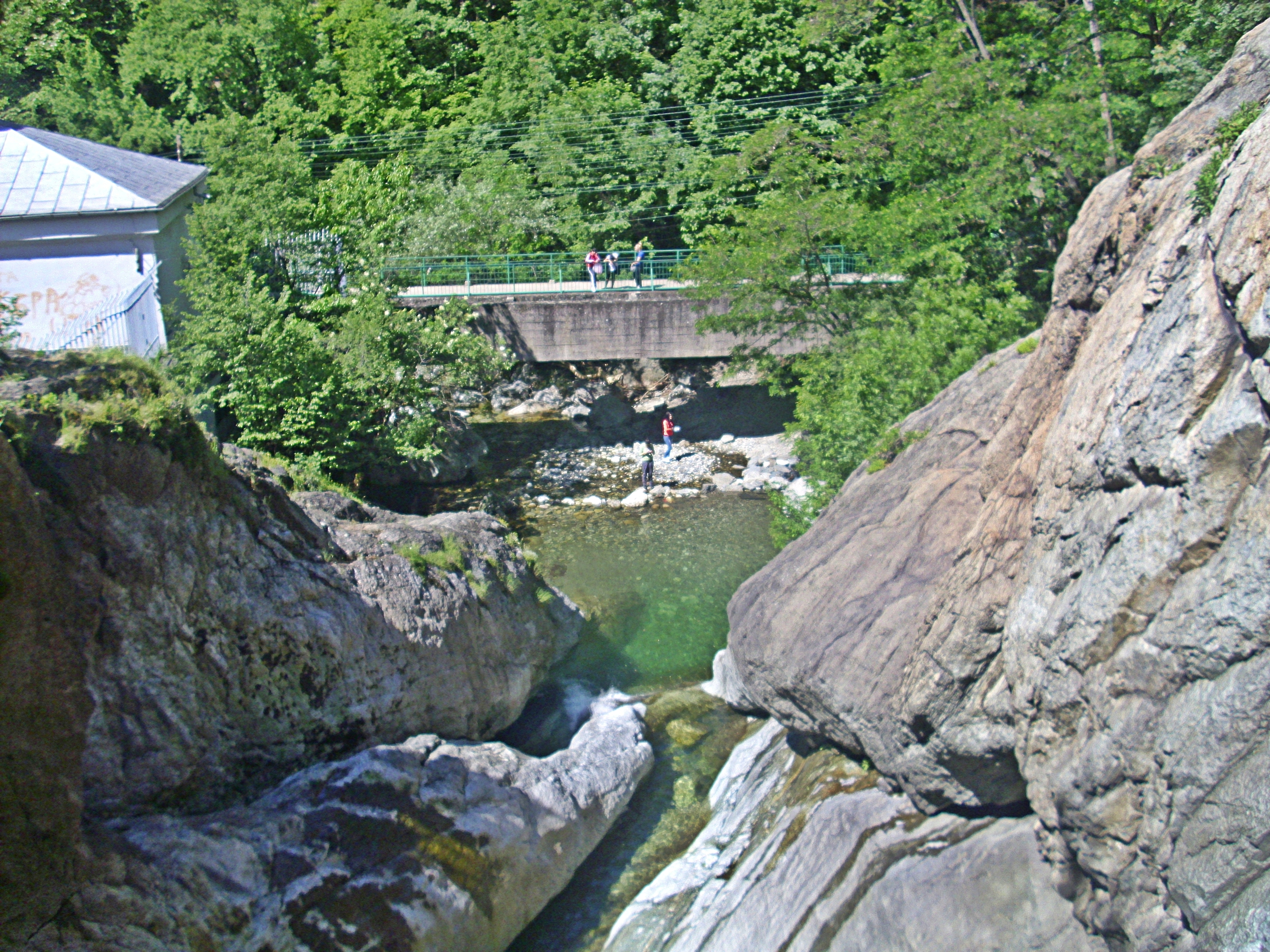
Вид з вершини водоспаду Сучум
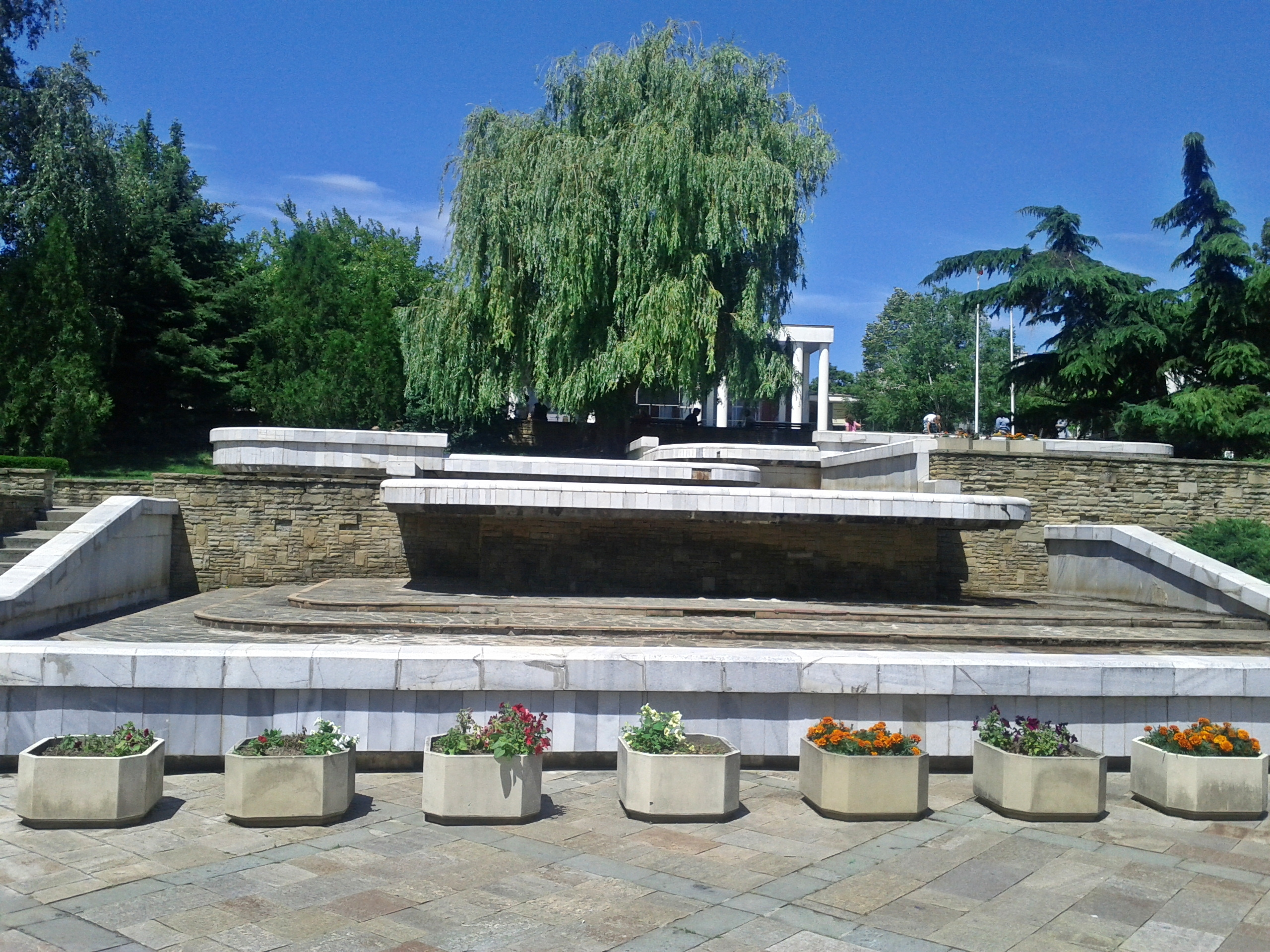
Площа 20 липня, Карлово
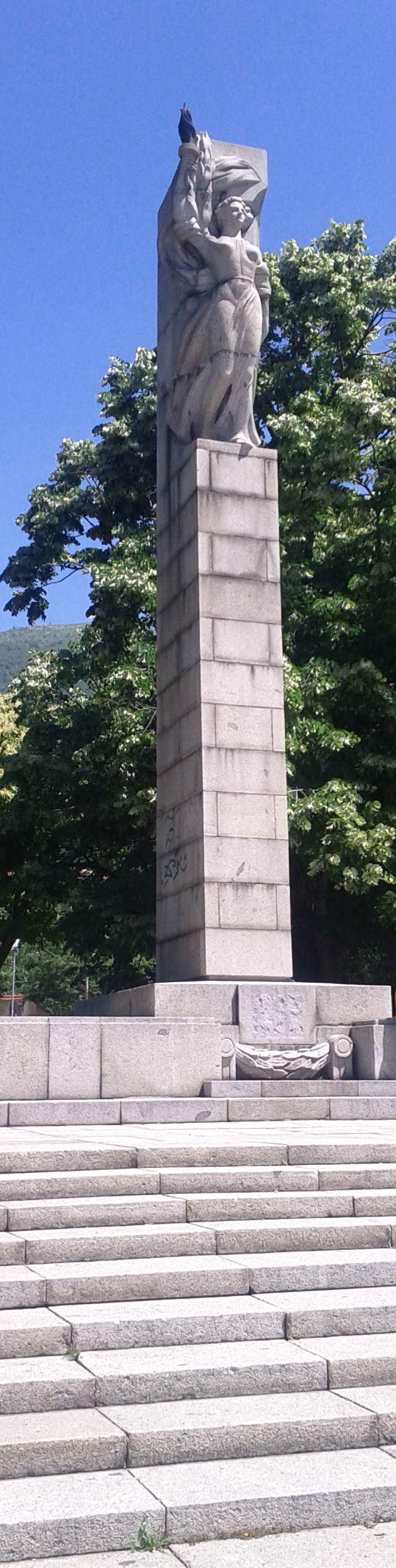
Пам'ятник на площі "20 липня", Карлово
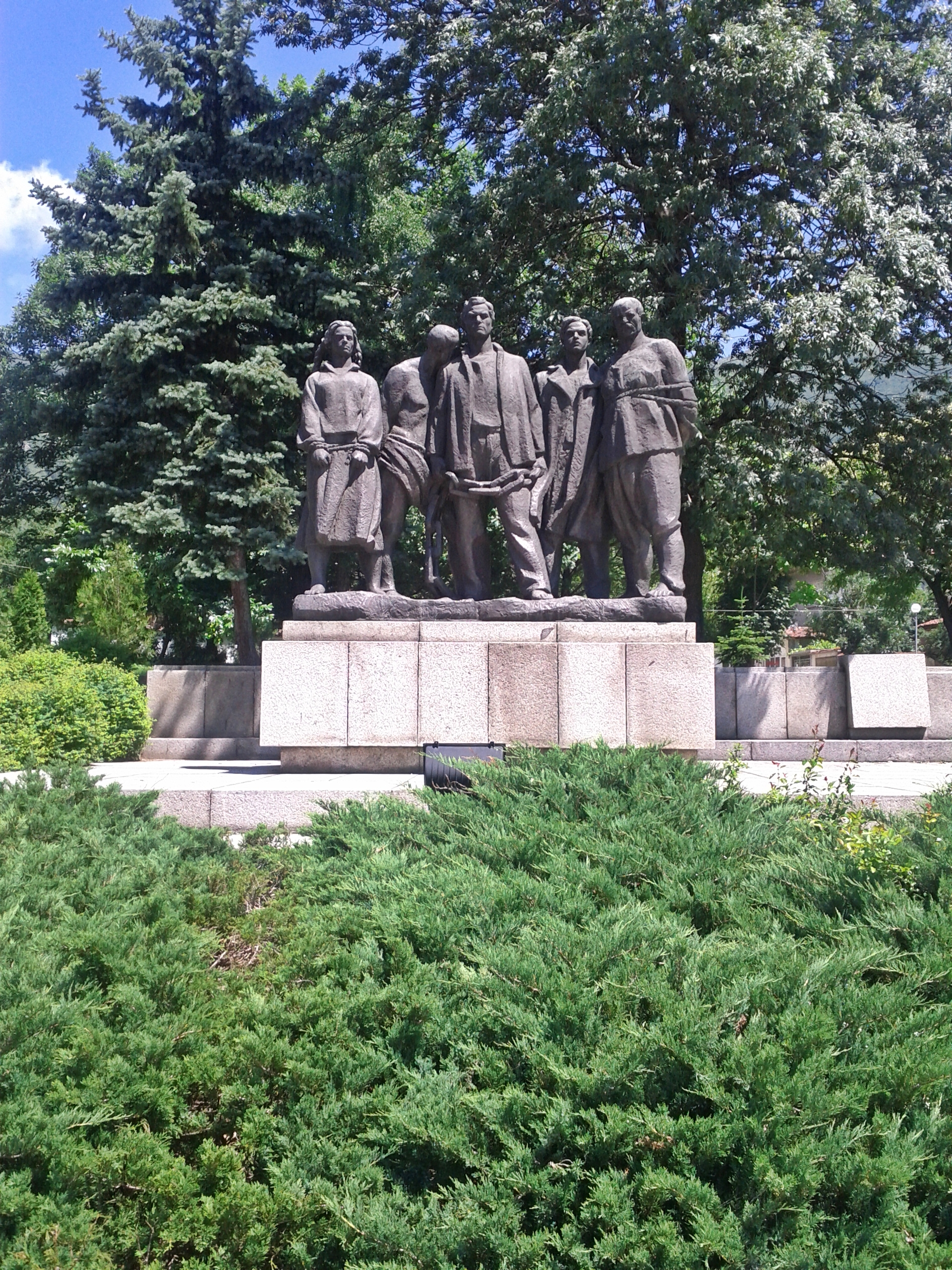
Пам'ятник на площі "20 липня", Карлово
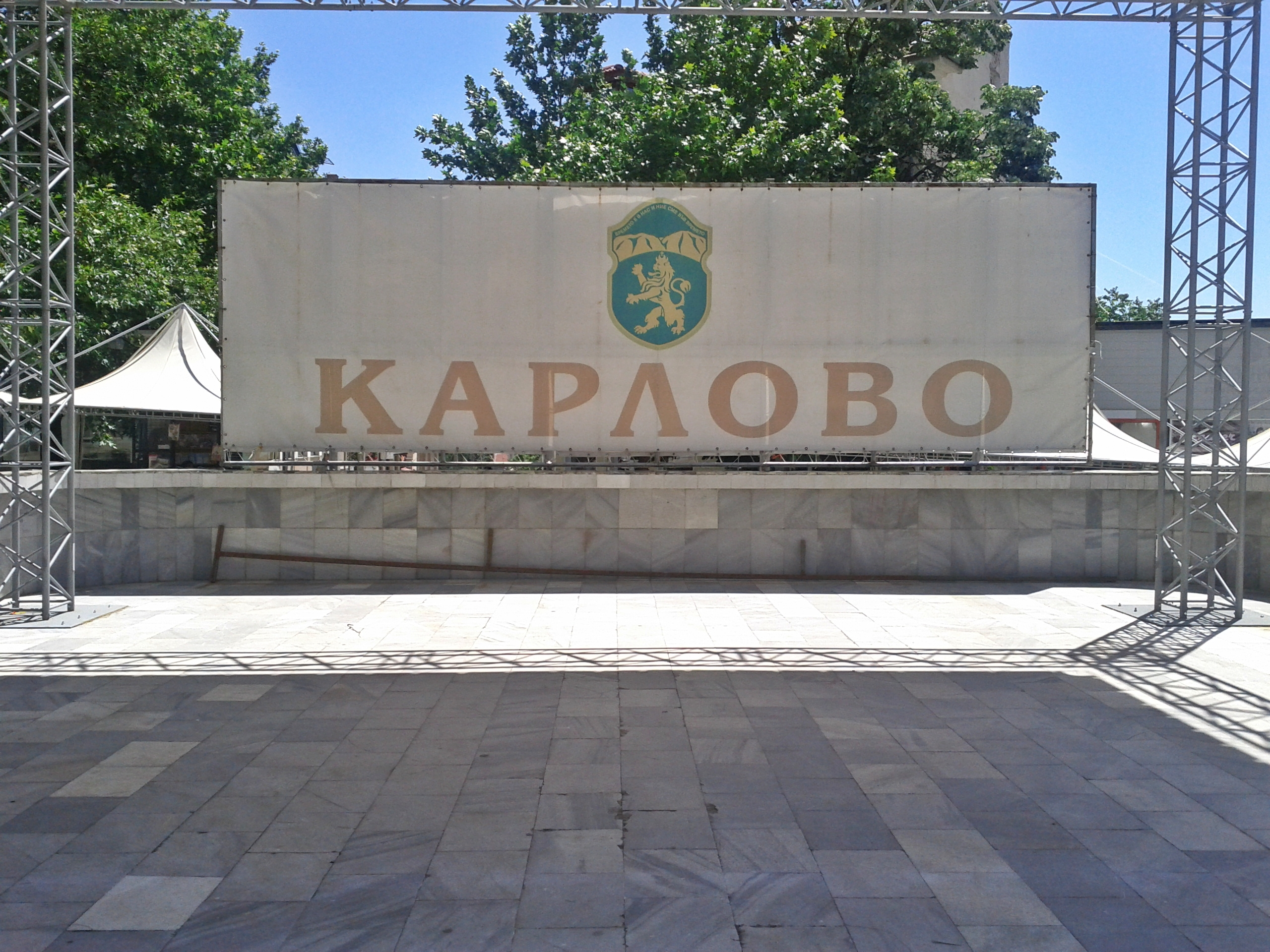
Площа "20 липня", Карлово
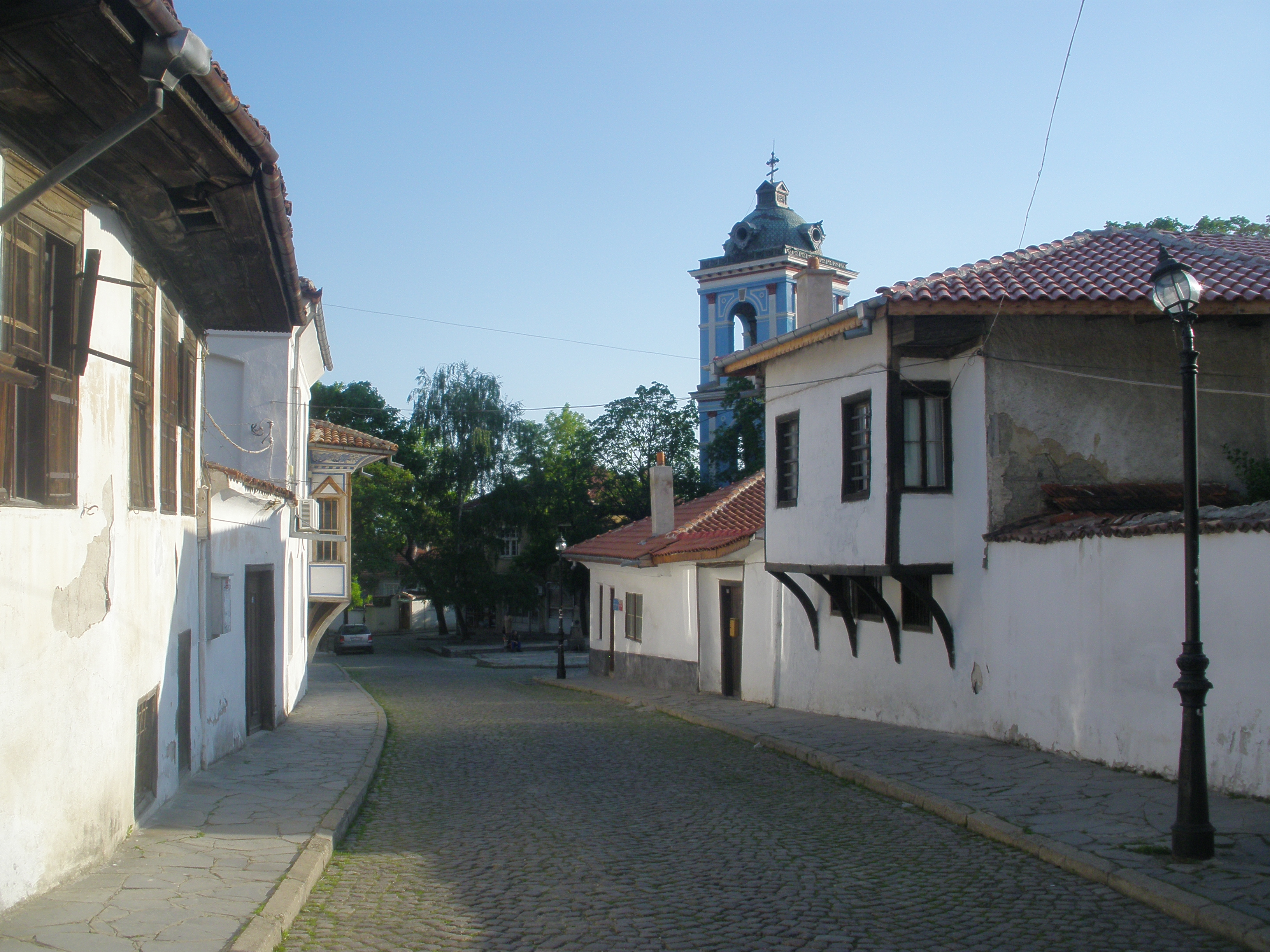
Архітектурно-історичний заповідник "Старе місто"
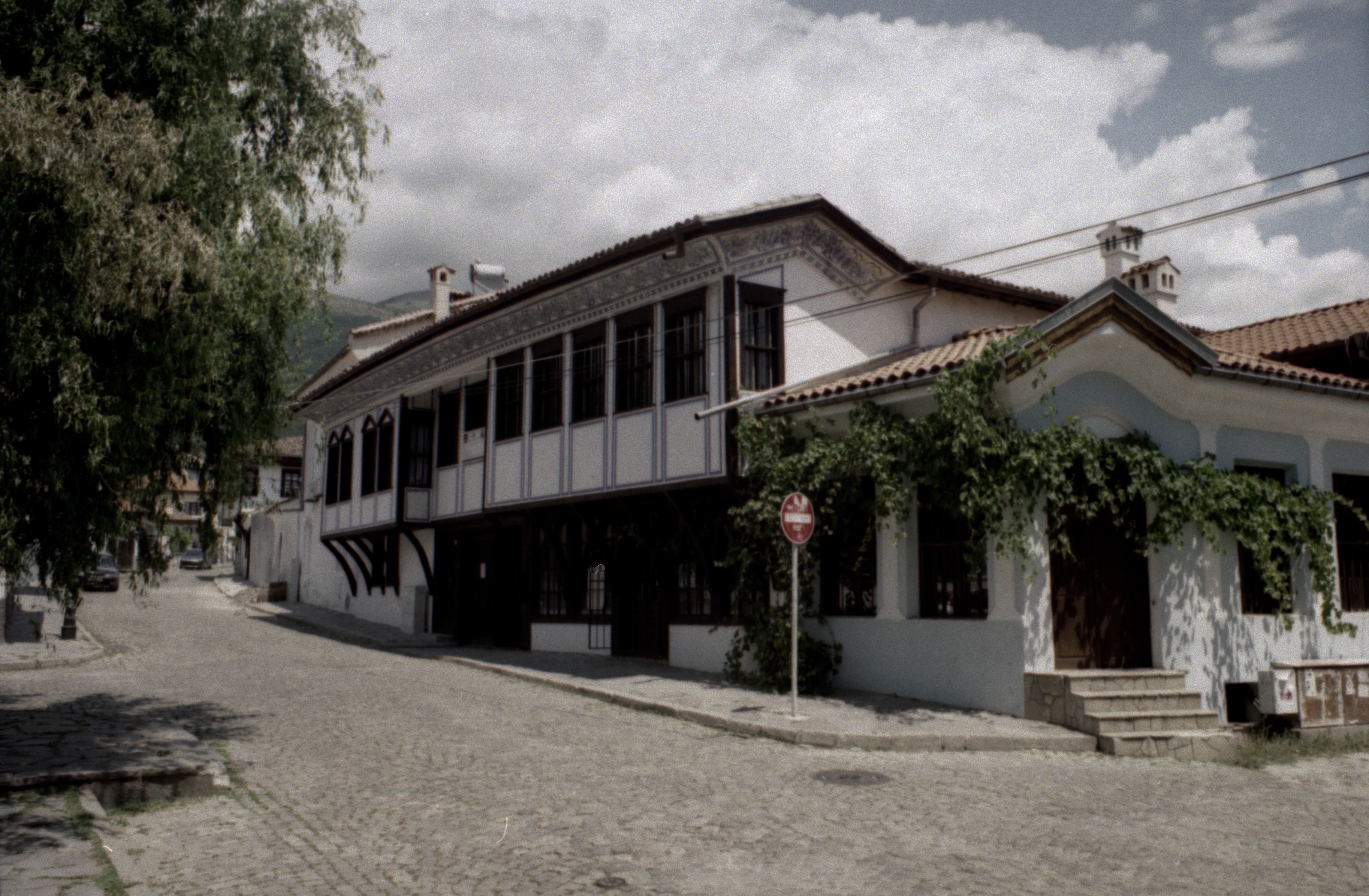
Готель "Сова"

## Зовнішні посилання
- Офіційний сайт муніципалітету Карлово [Архівовано 1 квітня 2010 у Wayback Machine.]
- Найбільш цікаве  в Карлово і області [Архівовано 14 червня 2022 у Wayback Machine.]
- GPS-дані сайтів в парковій зоні "Карлово" Національного парку Центральних Балкан [Архівовано 2 березня 2019 у Wayback Machine.]
- Інформаційний портал Карлово і області [Архівовано 27 січня 2022 у Wayback Machine.]
- Новини та актуальна інформація про Карлово та регіон [Архівовано 9 квітня 2010 у Wayback Machine.]
- Інформація про Карлово і регіон [Архівовано 13 квітня 2022 у Wayback Machine.]
- Фотографії Карлово [Архівовано 22 січня 2021 у Wayback Machine.]
- Радіо та телебачення в Карлово [Архівовано 22 квітня 2009 у Wayback Machine.]
- Музей Кукері [Архівовано 2 березня 2019 у Wayback Machine.]
- Старики - Кукери з Карлово
- Актуальна інформація та новини про Карлово та регіон [Архівовано 21 червня 2018 у Wayback Machine.]
- Спортивний клуб Діамант Карлово [Архівовано 26 листопада 2020 у Wayback Machine.]
- Офіційний сайт міста [Архівовано 1 квітня 2010 у Wayback Machine.] (болг.)

| Болгарія | Це незавершена стаття з географії Болгарії. Ви можете допомогти проєкту, виправивши або дописавши її. |